# True Blood
True Blood è una serie televisiva statunitense creata da Alan Ball per il canale via cavo HBO, andata in onda dal 2008 al 2014, composta da sette stagioni per un totale di 80 episodi.
Basata sui romanzi del Ciclo di Sookie Stackhouse della scrittrice statunitense Charlaine Harris, la serie è incentrata sulla
co-esistenza tra vampiri e umani a Bon Temps, una piccola e fittizia cittadina della Louisiana. Le vicende ruotano attorno a Sookie Stackhouse (l'attrice premio Oscar Anna Paquin), cameriera telepate che inizia una storia d'amore con il vampiro Bill Compton (Stephen Moyer), che la porterà ad entrare in contatto con il mondo soprannaturale costituito da vampiri, tra cui Eric Northman (Alexander Skarsgård), e da altre creature di diverso genere. Inoltre, vengono narrate anche le vicende di altri personaggi legati alla protagonista, come il fratello di Sookie, Jason Stackhouse (Ryan Kwanten), e i suoi amici Sam Merlotte (Sam Trammell), Tara Thornton (Rutina Wesley) e Lafayette Reynolds (Nelsan Ellis).
La serie è stata prodotta da HBO in associazione con la compagnia di produzione di Alan Ball chiamata Your Face Goes Here Entertainment. Negli Stati Uniti la serie è stata trasmessa sul canale via cavo HBO dal 7 settembre 2008 al 24 agosto 2014.
In Italia ha debuttato il 27 aprile 2009 sul canale satellitare Fox, mentre i diritti per la messa in onda in chiaro sono stati acquistati da MTV, che ha iniziato la trasmissione della serie il 24 settembre 2010. È in lavorazione sempre per la rete HBO un reboot della serie.

## Trama
Gli esseri umani e i vampiri possono vivere assieme pacificamente, grazie ad un'invenzione rivoluzionaria di una ditta farmaceutica giapponese: il True Blood, uno speciale tipo di sangue sintetico che può soddisfare i bisogni fisiologici dei vampiri. Ma la co-esistenza non è facile ed è caratterizzata da continui e frequenti contrasti.

### Prima stagione
La prima stagione si basa principalmente sugli avvenimenti raccontati nel romanzo Finché non cala il buio, seppur con alcuni cambiamenti.
A Bon Temps, una piccola e tranquilla cittadina della Louisiana vive Sookie Stackhouse, una cameriera che ha il dono di leggere i pensieri della gente. Una notte Sookie incontra Bill Compton, un vampiro di 173 anni originario di Bon Temps, tornato in città dopo parecchi anni. Tra i due nasce un legame amoroso che li porta a dover lottare contro i pregiudizi degli amici e dei cittadini di Bon Temps. Nel frattempo una serie di omicidi di donne scuote la tranquillità della cittadina. Uno dei primi sospettati di questi omicidi è Jason Stackhouse, fratello di Sookie, che era amante di alcune delle vittime del serial killer. Per scagionare il fratello, Sookie inizia ad indagare negli ambienti dei vampiri, indagini che la portano al Fangtasia, un locale gestito dal potente e affascinante vampiro Eric Northman (sceriffo dell'Area 5 della Louisiana) e dalla sua progenie, la vampira Pam. Ciò porta Sookie ad entrare sempre più in contatto con il pericoloso mondo dei vampiri, ma la ragazza può contare sulla protezione di Bill che per salvarla dai pericoli arriva ad uccidere un suo simile e per questo viene punito ed obbligato a vampirizzare l'innocente diciassettenne Jessica Hamby, della quale poi diventa mentore e guida. Mentre continuano le indagini, sia del detective Andy Bellefleur sia di Sookie, il serial killer continua ad uccidere altre donne, tra le quali Amy (fidanzata di Jason) e Adele (nonna di Sookie e Jason). Alla fine della stagione si scopre che l'omicida è René Lenier (il cui vero nome è Drew Marshall), fidanzato di Arlene, collega e amica di Sookie. L'uomo spinto da un forte odio verso i vampiri, uccideva le donne che avevano rapporti con queste creature soprannaturali. Una volta scoperto tenta di uccidere anche Sookie, ma la ragazza si difende e dopo una lotta estenuante uccide René.
Oltre alla storyline principale degli omicidi che avvengono a Bon Temps, la prima stagione segue anche le vicende di altri personaggi legati alla protagonista, come: Sam Merlotte, proprietario del Merlotte's il locale dove lavora Sookie, che prova un sentimento non corrisposto per la ragazza e che vive con conflittualità la sua natura di mutaforma; Tara Thornton, la migliore amica di Sookie, con una vita non facile segnata dall'alcolismo della madre; Lafayette Reynolds, cugino di Tara e gay dichiarato che, oltre a lavorare come cuoco del Merlotte's, si prostituisce e spaccia sangue di vampiro, droga molto in voga di cui Jason diventa dipendente.

### Seconda stagione
La seconda stagione si basa principalmente sugli avvenimenti raccontati nel romanzo Morti viventi a Dallas, seppur con notevoli cambiamenti.
La stagione inizia con il ritrovamento del cadavere di una donna su cui la polizia di Bon Temps dovrà indagare. Nel frattempo, Sookie e Bill vivono tra alti e bassi la loro relazione, che viene resa complicata dalla presenza invadente della giovane vampira Jessica. Proprio in seguito ad un litigio con Bill, avvenuto a causa di Jessica, Sookie si avventura da sola nel bosco di notte, dove viene gravemente ferita dagli artigli di una misteriosa creatura. Portata tempestivamente al Fangtasia viene curata e salvata in extremis dalla dottoressa di fiducia di Eric e Pam. Dopo essersi ristabilita Sookie scopre che l'amico Lafayette è tenuto prigioniero da Eric, che in cambio della sua libertà e come pegno per avergli salvato la vita, le chiede di recarsi a Dallas (Texas) per indagare sulla scomparsa del millenario vampiro Godric, "creatore" di Eric. Così Sookie, Bill, Jessica ed Eric partono per Dallas, dove Sookie scopre che Godric è prigioniero del movimento religioso anti-vampiri della Compagnia del Sole. La ragazza si infiltra nel campo di addestramento della compagnia con l'intento di ritrovare Godric e lì incontra il fratello Jason, da poco membro del movimento guidato dal reverendo Steve Newlin e da sua moglie Sarah (con la quale Jason instaura una relazione segreta). Quando Sookie viene smascherata, a correre in suo aiuto è Eric, poiché Bill si trova impossibilitato ad aiutarla dato che è tenuto prigioniero da Lorena, la sua "creatrice" giunta a Dallas su invito di Eric che intende allontanare Bill da Sookie per avere la ragazza per sé. Alla fine Eric e Sookie, con l'aiuto di Jason e in seguito di Bill, riescono a liberare Godric e a fuggire dal campo della Compagnia del Sole, ma il reverendo Newlin non si arrende e manda un membro della sua compagnia ad uccidere i vampiri con una bomba. Sookie ed Eric vengono coinvolti nell'esplosione ed il vampiro trafitto da proiettili d'argento convince la ragazza ad estrarli. Durante l'estrazione, Sookie beve il sangue di Eric e da quel momento sviluppa un'attrazione per il vampiro, che saprà sempre dove trovarla nei momenti di necessità. Bill furioso giura vendetta al vichingo, avendo ormai capito quanto sia determinato ad averla per sé. Successivamente, Sookie conosce il lato sentimentale di Eric, quando lo vede disperarsi per la morte di Godric che stanco della sua vita millenaria si suicida esponendosi ai raggi del sole.
Contemporaneamente ai fatti di Dallas, a Bon Temps Jessica, da poco tornata in città, instaura una relazione amorosa con Hoyt Fortenberry, migliore amico di Jason, mentre
Tara conosce una misteriosa e ricca donna di nome Maryann Forrester che le offre il suo aiuto e l'accoglie nella sua villa. Lì Tara conosce il giovane ed affascinante Eggs con il quale instaura una relazione. Maryann si rivela essere una menade arrivata in città con lo scopo di trovare Sam Merlotte, sua vecchia conoscenza, e sacrificarlo al Dio Dioniso per provocare l'ascensione del Dio del male. Sam cerca di sottrarsi in tutti i modi alla menade, che per perseguire il suo scopo controlla le menti di tutti gli abitanti di Bon Temps e getta la cittadina nel caos. Inoltre si scopre che è lei la colpevole di alcuni omicidi avvenuti nella città ed è lei ad aver attaccato Sookie nel bosco. Al ritorno da Dallas, Sookie, Bill e Jason trovano la loro città completamente sconvolta dall'influsso di Maryann e cercano un modo per eliminare la menade. Alla fine sarà Sam ad ucciderla, strappandole il cuore con uno stratagemma messo in atto con l'aiuto di Sookie e Bill.
Ma i guai per la coppia non sono finiti visto che durante una cena al ristorante Bill scompare misteriosamente, lasciando Sookie in preda alla preoccupazione per il suo amato.

### Terza stagione
La terza stagione è liberamente basata sulla trama del romanzo Il club dei morti.
Sookie, preoccupata per la scomparsa di Bill, chiede aiuto alla polizia che però non sembra intenzionata ad avviare le indagini per ritrovare il vampiro, quindi la ragazza decide di chiedere aiuto ad Eric. Intanto, Tara è sconvolta dal dolore per la morte del fidanzato Eggs, ucciso per errore da Jason alla fine della stagione precedente, ma di cui si è preso la responsabilità Andy Bellefleur, ormai divenuto nuovo sceriffo di Bon Temps. Sam, spinto dal desiderio di conoscere la verità sulla sua natura di mutaforma, cerca ed incontra i suoi genitori naturali Joe Lee e Melinda Mickens e con grande sorpresa scopre di avere un fratello più giovane, Tommy Mickens, anch'egli mutaforma (come Sam e Melinda).
Sookie, sempre più decisa a ritrovare Bill, scopre con l'aiuto di Jessica che dietro il rapimento del vampiro c'è un gruppo di licantropi originari del Mississippi, così decide di recarsi a Jackson, accompagnata dal lupo mannaro Alcide Herveaux, incaricato da Eric a proteggere la ragazza. A Jackson, Sookie scopre che i lupi mannari sono al servizio del vampiro Russell Edgington, Re dei vampiri del Mississippi, e Bill è tenuto prigioniero nella sua villa poiché Russell vuole che Bill convinca la sua regina Sophie-Anne a sposarlo in modo da estendere il suo regno ed assoggettare gli esseri umani.
Nel frattempo a Bon Temps, Jason decide di diventare poliziotto e fa la conoscenza di Crystal Norris, una ragazza misteriosa che poi si rivela essere una pantera mannara. Jessica, assunta come cameriera al Merlotte's, continua con qualche difficoltà la sua relazione con Hoyt ed ha un incontro spiacevole con Franklin Mott, un vampiro al servizio di Russell, che entra in casa di Bill per rubare un fascicolo contenente numerose informazioni su Sookie e la sua famiglia. Franklin fa anche la conoscenza di Tara, della quale si invaghisce a tal punto da rapirla e portarla con sé in Mississippi. Dopo aver letto i fascicoli su Sookie, Russell fa portare la ragazza alla sua villa in modo da capire quale sia la vera natura della ragazza e per quale motivo Bill e Sophie-Anne siano interessati a lei. Così si viene a conoscenza che il primo incontro tra Sookie e Bill non fu casuale, ma voluto dal vampiro, che su ordine della sua regina, doveva scoprire da dove derivassero i poteri della ragazza. Intanto, anche Eric giunge alla villa di Russell, dove scopre il re del Mississippi è il colpevole dell'uccisione della sua famiglia umana, così decide di vendicarsi.
La situazione alla villa si fa pericolosa, quando Russell ordina l'uccisione di Bill per mano di Lorena, la sua creatrice, ma Sookie e Tara riescono a scappare e con l'aiuto di Alcide salvano il vampiro. Ma quando Sookie fa bere il suo sangue a Bill per guarirlo il vampiro perde il controllo e finisce col dissanguarla portandola ad un passo dalla morte. Tara e Alcide la portano in ospedale: le condizioni di Sookie sono critiche, grazie al sangue di Bill la ragazza riprende conoscenza. Entrambi però capiscono che la loro storia non ha futuro e Bill lascia Sookie temendo di metterla nuovamente in pericolo.
Intanto, Eric rimasto in Mississippi compie la sua vendetta uccidendo Talbot, il fidanzato di Russell, che devastato dal dolore perde il controllo e dichiara guerra al mondo degli umani, sconvolgendo tutti con una raccapricciante comparsa televisiva.
Bill continua a proteggere Sookie da Russell e da un gruppo di licantropi capitanati da Debbie, che è decisa ad uccidere la ragazza dopo la morte del suo fidanzato Cooter. Sookie e Bill riescono a salvarsi e si riconciliano. Infine Bill confessa a Sookie cosa lei è in realtà: una fata.
Eric nel frattempo si prepara al peggio, sentendo la vendetta di Russell incombere su di lui, e durante un incontro con Sookie al Fangtasia i due si baciano per la prima volta. Pam non si arrende al fatto che Eric si lasci uccidere da Russell e cerca di convincerlo ad usare Sookie per salvarsi. Eric non vuole cederla ma accetta di coinvolgerla in un piano che metterebbe fine alla vita di Russell una volta per tutte.
Con la complicità di Bill e tenendo Sookie all'oscuro di tutto, riescono a far credere a Russell che il sangue di fata abbia il potere di far camminare i vampiri alla luce del sole. Eric è pronto a lasciarsi morire assieme a Russell ammanettandosi a lui alla luce del sole ed il piano sembra riuscire. Sookie però non accetta la decisione di Eric e corre a salvarlo.
Eric ha dei ripensamenti su Russell, una visione di Godric cambia i suoi piani ed escogita un modo per farlo soffrire per l'eternità.
Assieme a Bill si reca in un posto abbandonato e qui seppellisce Russell nel cemento. Bill spinge anche Eric nel cemento e torna da Sookie dicendogli che ha dovuto uccidere Eric per proteggerla. Un attimo dopo compare Eric sulla porta rivelando a Sookie la verità su Bill e dicendole che ha cercato di ucciderlo per metterlo a tacere.
Sookie viene a conoscenza del fatto che Bill fosse stato mandato dalla regina per trovarla e di come in seguito l'abbia spinta tra le sue braccia con l'inganno. Sookie è sconvolta e inorridita così revoca l'invito a Bill intimandogli di non avvicinarsi mai più a lei, allontanando anche Eric. La ragazza è decisa più che mai a riprendersi la sua vita e stare lontana dal mondo dei vampiri.

### Quarta stagione
La quarta stagione è liberamente basata sulla trama del romanzo Morto per il mondo.
Fuggita dal mondo delle fate, Sookie scopre che la sua assenza dal mondo reale, che pensava fosse durata pochi minuti, è durata in realtà un anno intero, periodo in cui sono cambiate molte cose. Bill è diventato il nuovo Re della Louisiana, la sua casa è stata venduta, suo fratello Jason è diventato un poliziotto e si occupa della comunità di pantere mannare di Hot Shot, la sua amica Tara si è trasferita a New Orleans guadagnandosi da vivere come lottatrice, mentre Sam frequenta un gruppo di sostegno per il controllo della rabbia.
Nel tentativo di rimpossessarsi della sua casa, Sookie scopre che è stata acquistata da Eric, come stratagemma per persuadere la ragazza a diventare sua, così si rivolge prima a Bill poi a Pam per cercare di ostacolare i piani di Eric. Saputo del ritorno di Sookie, Tara torna a Bon Temps per far visita all'amica, ma ben presto si fa coinvolgere dall'interesse per la magia di Lafayette e Jesus e partecipa con loro ad un incontro di streghe durante il quale conosce Marnie, capo della congrega. Durante questi incontri si verificano degli episodi di necromanzia, che possono essere un pericolo per la comunità di vampiri. Per questo motivo Bill ordina a Eric di intimare a Marnie di sciogliere la sua congrega, ma la donna posseduta dallo spirito di un'antica strega, si rifiuta e lancia un incantesimo contro Eric, che fa sì che il vampiro perda la memoria.

Nel frattempo Jason viene tenuto prigioniero nella comunità di Hotshot, vittima dei piani di Crystal e Felton, che vogliono trasformarlo in una pantera mannara per il proseguimento delle stirpe. Eric viene tenuto nascosto e protetto in casa di Sookie fino alla ripresa della memoria. Nel frattempo la ragazza va in cerca di Alcide a Shreveport e gli chiede aiuto nei numerosi problemi in cui si sono cacciati lei e i suoi amici. La relazione tra Jessica e Hoyt diventa sempre più complicata e alla fine Jessica lascia Hoyt per stare con Jason.
Tommy va a vivere dalla madre di Hoyt, Maxine, per evitare i contrasti con suo fratello Sam. Il ragazzo approfitta della gentilezza della donna e alla fine torna dai suoi veri genitori Melinda e Joe Lee. Questi ultimi però lo incatenano e lo sfruttano nei combattimenti fra cani, ma il ragazzo viene portato in salvo dal fratello Sam. In seguito Tommy uccide Joe Lee e, accidentalmente, anche sua madre Melinda. Tommy continua ad ingannare Sam e Maxine, ma alla fine, dopo essersi trasformato più volte in un altro umano, muore. Intanto Antonia continua a creare problemi e lancia un incantesimo su tutti i vampiri, facendoli uscire forzatamente di giorno e così uccidendoli. Bill, Nan e Jessica, però, riescono ad incatenarsi nei sotterranei della reggia di Bill. Jesus, Lafayette e Tara continuano a frequentare Marnie, ma in segreto vogliono aiutare Sookie e gli altri ad ucciderla. Eric, Bill, Pam e Jessica cercano di uccidere Marnie, ma questa si impossessa di Lafayette, che uccide Jesus e incatena su un rogo Bill ed Eric. Sookie riesce a fermare con la sua magia Marnie che esce dal corpo di Lafayette. Arlene e Terry crescono il bambino di Rene, Mikey, che sembra avere tratti inquietanti simili a quelli del padre. La casa di Terry e di Arlene prende fuoco, ma tutti riescono a salvarsi. Sam conosce Luna al gruppo di sostegno e scopre che è una mutaforma e che è l'ex-moglie di Marcus, il lupo mannaro capobranco di Shreveport, con cui ha una figlia, Emma. Sam e Luna si innamorano, ma per via della gelosia di Marcus, Sam ed Alcide sono costretti ad uccidere Marcus. Alcide diventa il nuovo capobranco. Sookie riunisce Eric e Bill e gli rivela di amarli entrambi ma non potendo scegliere tra loro decide di stare da sola. Andy e Holly si avvicinano nuovamente dopo che questi le rivela di essersi disintossicato dal V, Pam ammette di essere gelosa di Sookie. Jessica dice a Jason di non essere ancora pronta per una storia seria, dopo che la ragazza se n'è andata alla porta di Jason si presenta Steve Newlin come vampiro. Alcide scopre che la tomba di cemento di Russell Edgington è stata aperta. Nan dice a Bill e Eric di essersi licenziata dalla Lega dei Vampiri, di voler intraprendere un ammutinamento contro le autorità e inoltre gli dice di sapere che Sookie è una fata così Bill la distrugge mentre Eric uccide le sue guardie. Debbie gelosa di Sookie si presenta a casa sua e spara accidentalmente a Tara, dopodiché Sookie prende il fucile e la uccide chiedendo aiuto per la sua amica Tara.

### Quinta stagione
Sookie supplica Pam di trasformare l'amica Tara in vampiro, in cambio l'aiuterà a sistemare i rapporti con Eric, a malincuore Pam accetta. Nel frattempo Bill e Eric, assieme alla "sorella" di quest'ultimo, Nora, vengono catturati dall'Autorità dopo l'uccisione di Nan Flanagan e torturati con l'argento per sapere se fanno parte dei Sanguinisti, movimento che crede nell'interpretazione letterale della Bibbia dei Vampiri, in cui si afferma che gli esseri umani non sono altro che nutrimento per i vampiri e che qualsiasi forma di rapporto tra vampiri e umani è considerata blasfemia. Nonostante abbiano diverse ideologie, l'Autorità e i Sanguinisti condividono una comune venerazione per Lilith, che è considerata il primo vampiro ed è adorata come un Dio. Eric e Bill vengono condannati alla vera morte dal Guardiano, Roman, prima di rivelare che Russell Edgington è vivo e in libertà. Eric e Bill propongono all'Autorità di risparmiare le loro vite in cambio del loro aiuto nel fermare il latitante Russell Edgington, grazie all'intervento di Salomè Agrippa, Roman accetta.
Il reverendo Steve Newlin, nel frattempo trasformatosi in vampiro, dichiara il suo amore a Jason. La situazione si risolve solo grazie al vigoroso intervento di Jessica, che dichiara che Jason è "suo". Successivamente Newlin viene assunto dall'Autorità come nuovo addetto alle pubbliche relazioni al posto di Nan Flanagan. Sam viene catturato dal branco di Marcus e si dichiara colpevole dell'omicidio di quest'ultimo per proteggere Alcide. Avvertito da Luna, Alcide va in suo soccorso e ammette la sua reale colpa di fronte al branco.
Eric e Bill si mettono alla ricerca del vampiro di 3000 anni, e grazie all'aiuto di Sookie e Alcide scoprono che è stato liberato da un membro dell'Autorità.
Dopo essere stato catturato, Russell viene portato al cospetto di Roman per essere giustiziato, ma l'antico vampiro ha la meglio e uccide il Guardiano. Successivamente Salomé rivela di essersi alleata con Russell ed essere responsabile della sua liberazione. Da quel momento a tutti i cancellieri e membri dell'Autorità viene data la scelta, o seguire le leggi di Lilith o subire la vera morte. Tutti, compreso Eric e Bill, bevono il sangue della loro divinità. Drogati, fanno un bagno di sangue tra gli esseri umani, incrinando i già compromessi rapporti tra questi ultimi e i vampiri. Per rafforzare il movimento Sanguinista, inizia una guerra contro il governo degli umani. Bill, ormai soggiogato da Lilith, propone di distruggere tutte le fabbriche Tru Blood. Godric appare a Eric e lo mette in guardia da Lilith. Il vampiro allora, dopo aver convinto Nora, cerca una via d'uscita dalla sede dell'Autorità.
Terry, dopo la visita dell'ex commilitone Patrick, scopre di essere stato maledetto dopo aver commesso un crimine terribile, durante la guerra in Medio Oriente. Lafayette cerca di convivere con i poteri conferitigli da Jesus. Jason scopre che i suoi genitori non sono morti in un'alluvione come ha sempre creduto, ma che sono stati uccisi da un vampiro e promette che scoprirà l'identità del responsabile. Sam e Luna sono vittime di un gruppo di fanatici che odiano i mutaforma e altre creature sovrannaturali.
Sookie apprende dalle fate che i suoi genitori sono stati uccisi da un vampiro di nome Warlow. Inoltre scopre un antico contratto stipulato tra un suo avo e Warlow, in cui gli viene concesso il primo erede femmina portatore di sangue di fata, Sookie.
Per realizzare l'ambizione di vivere alla luce del sole, grazie al sangue di fata, Russell trova il covo delle fate e riesce a prosciugare la fata più anziana. Euforico e disattento, Russell rimane vittima dell'attacco di Eric, che può finalmente vendicarsi, impalandolo.
Bill è ormai interamente devoto a Lilith e, per rafforzare la sua leadership nel movimento, uccide ogni membro dell'Autorità che si frappone con i suoi piani. Eric e Sookie cercano di salvarlo, ma è troppo tardi: Bill si sente liberato dalla sua umanità mediante la fede in Lilith e dopo aver bevuto il sangue della dea trova la vera morte, esplodendo in una pozza di sangue sotto gli occhi di Sookie e Eric. Dalla stessa pozza, però, sorge un nuovo Bill ancora più potente e malvagio di Lilith (Billith). A quel punto Eric e Sookie cercano di scappare.

## Episodi
| Stagione         | Episodi | Prima TV USA | Prima TV Italia |
| ---------------- | ------- | ------------ | --------------- |
| Prima stagione   | 12      | 2008         | 2009            |
| Seconda stagione | 12      | 2009         | 2009-2010       |
| Terza stagione   | 12      | 2010         | 2010-2011       |
| Quarta stagione  | 12      | 2011         | 2011-2012       |
| Quinta stagione  | 12      | 2012         | 2012-2013       |
| Sesta stagione   | 10      | 2013         | 2013            |
| Settima stagione | 10      | 2014         | 2014            |

### Mini episodi
In occasione della messa in onda della terza stagione, la HBO ha trasmesso sei mini episodi (minisode) chiamati A Drop of True Blood, ognuno incentrato su un personaggio diverso. I vari minisode, della durata di pochi minuti, sono stati utilizzati come promo ma soprattutto come legante tra la seconda e la terza stagione, approfondendo alcune storie rimaste in sospeso della seconda stagione e anticipando alcuni elementi della terza. I mini episodi, scritti tutti da Alan Ball, sono stati trasmessi a partire dal 2 maggio 2010, subito dopo le repliche statunitensi della seconda stagione.
| Titolo                   | Trama | Prima TV USA   |
| ------------------------ | --- | -------------- |
| Eric & Pam               | Eric e Pam stanno cercando nuove ballerine per il Fangtasia. Una in particolare, di nome Yvetta, cattura l'attenzione di Eric, ma anche di Pam. | 24 aprile 2010 |
| Jessica                  | Jessica è a caccia in un locale, quando viene avvicinata da un anziano uomo che inizia a inveire contro di lei in nome di Dio.                  | 3 maggio 2010  |
| Sookie, Tara & Lafayette | Sookie e Tara stanno discutendo sui pericoli di una relazione con un vampiro. Lafayette interviene quando la discussione si sta surriscaldando. | 11 maggio 2010 |
| Sam                      | Sam decide di eliminare la testa da minotauro di Maryann, distruggendola con ogni tipo di attrezzo, finendo per urinarci sopra.                 | 18 maggio 2010 |
| Bill                     | Mentre si sta preparando per un appuntamento con Sookie, Bill riceve la visita di una venditrice di gioielli che gli fa una proposta indecente. | 25 maggio 2010 |
| Jason                    | Jason corre nei boschi disperato per aver ucciso involontariamente Eggs. Mentre sfoga la sua disperazione, qualcuno lo osserva di nascosto.     | 1º giugno 2010 |

## Personaggi e interpreti
True Blood si avvale di un nutrito cast di attori regolari e un altrettanto ampio cast di attori di supporto. Gran parte del cast della serie non è statunitense, ma tutti gli attori recitano con accento americano del Sud. A detta del creatore della serie, Alan Ball, la scelta di un cast non prettamente statunitense è motivata dal fatto di aver cercato attori che potessero interpretare la parte in modo più convincente, piuttosto che cercare attori che somigliassero fisicamente ai personaggi dei libri della Harris.
L'universo immaginario di True Blood è popolato da creature sovrannaturali, come vampiri, telepati, mutaforma, fate e licantropi.
Protagonista della serie è Sookie Stackhouse, cameriera con il dono della telepatia interpretata dall'attrice neozelandese Anna Paquin, che è alla sua prima esperienza con una serie televisiva e in generale con una produzione televisiva a lungo termine. Primo coprotagonista maschile è il vampiro centenario Bill Compton, interpretato dall'attore britannico Stephen Moyer.

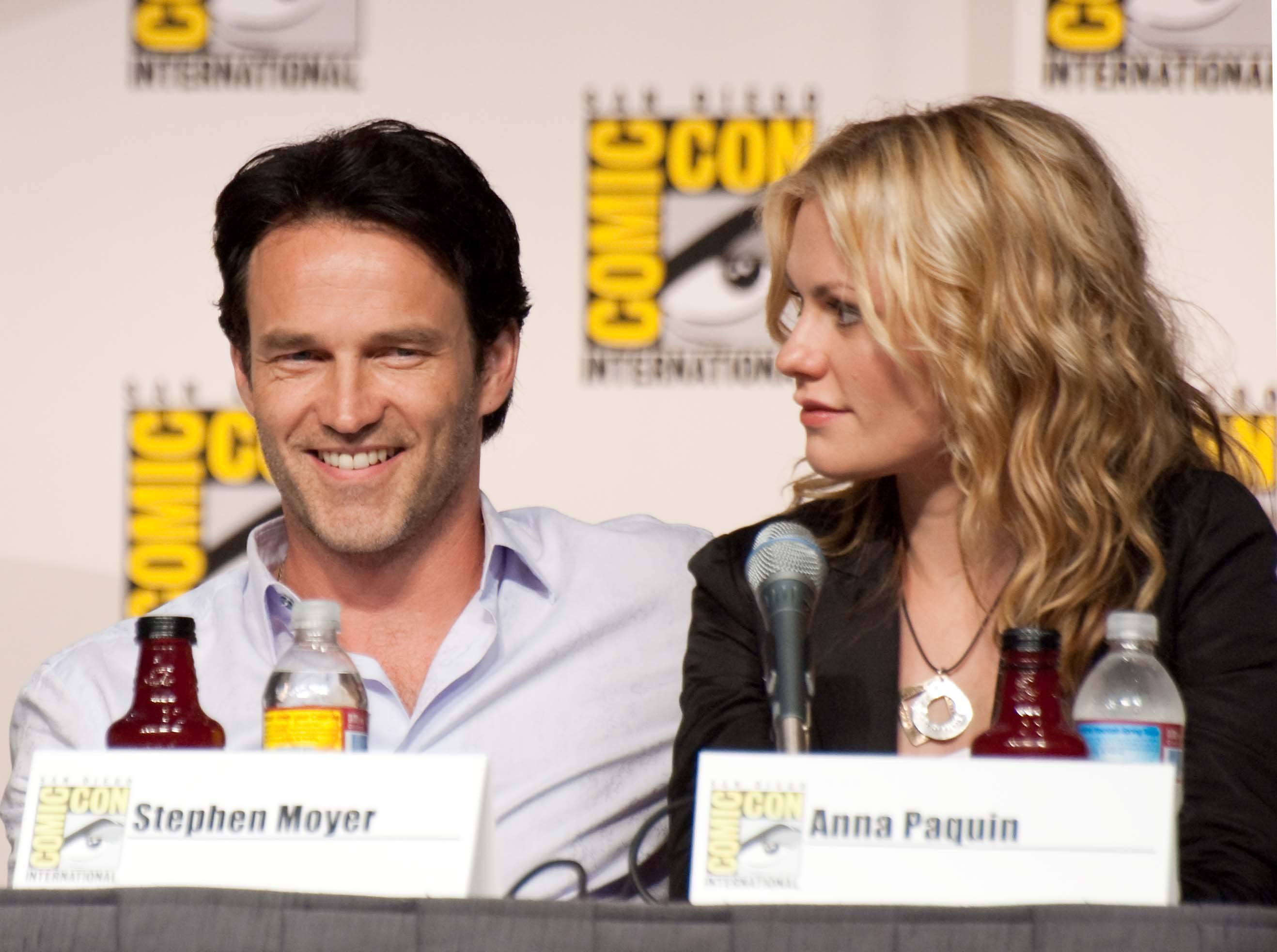
Stephen Moyer e Anna Paquin al San Diego Comic-Con International.

La trama principale della prima stagione ruota attorno alla morte di diverse donne collegate al fratello di Sookie, Jason Stackhouse, interpretato dall'attore australiano Ryan Kwanten. L'attore statunitense Sam Trammell interpreta il mutaforma Sam Merlotte, capo e amico di Sookie. La trama secondaria della prima stagione ruota attorno anche alle vicende della migliore amica di Sookie Tara Thornton, interpretata da Rutina Wesley, e del suo problematico rapporto con la madre alcolizzata, interpretata da Adina Porter. Altro personaggio è il cugino di Tara, Lafayette Reynolds, interpretato da Nelsan Ellis, gay dichiarato che lavora come cuoco al Merlotte's oltre a spacciare sangue di vampiro.
Sin dalla prima stagione Sookie ha modo di conoscere Eric Northman, un antico vampiro sceriffo dell'Area 5 e proprietario di un locale chiamato Fangtasia, interpretato dall'attore svedese Alexander Skarsgård; la sua assistente, Pam De Beaufort è interpretata invece da Kristin Bauer.
Tra gli altri personaggi della prima stagione, considerati minori o di supporto, figurano il detective Andy Bellefleur e lo sceriffo Bud Daerborne, interpretati rispettivamente da Chris Bauer e da William Sanderson, che indagano per scoprire il killer che ha ucciso diverse donne a Bon Temps, tra cui la nonna di Sookie e Jason, Adele, interpretata da Lois Smith. Tra gli altri personaggi vi sono gli amici di Jason, Hoyt Fortenberry (Jim Parrack) e Rene Lenier (Michael Raymond-James), che lavorano con lui nei cantieri stradali. Rene è fidanzato con Arlene Fowler, cameriera del Merlotte's e amica di Sookie. Un altro personaggio minore è Terry Bellefleur, interpretato da Todd Lowe, cugino di Andy e veterano della guerra in Iraq.
Verso la fine della prima stagione viene introdotto il personaggio di Jessica Hamby, interpretata da Deborah Ann Woll, che diventa regolare a partire dalla seconda stagione. Sempre alla fine della prima stagione vengono introdotti i personaggi di Maryann Forrester (Michelle Forbes) e Benedict "Eggs" Talley (Mehcad Brooks), che diventano parte integrante delle vicende narrate nella seconda stagione. Durante la seconda stagione vengono introdotti gli attori Anna Camp e Michael McMillian, già apparso in alcuni frammenti della prima stagione, nei ruoli di Sarah Newlin e Steve Newlin, moglie e marito a capo di una compagnia religiosa anti-vampiri.
Dal finale della seconda stagione, l'attrice Evan Rachel Wood appare come una guest star ricorrente nel ruolo della regina dei vampiri della Louisiana Sophie-Anne Leclerq.
Durante la terza stagione vengono introdotti nuovi e rilevanti personaggi, come il lupo mannaro Alcide Herveaux, interpretato dall'attore italo-americano Joe Manganiello, che aiuta Sookie nelle ricerche di Bill, scomparso misteriosamente. Manganiello da ricorrente nella terza stagione diventa un personaggio fisso della serie a partire dalla quarta. Viene introdotto anche il re del Mississippi Russell Edgington, interpretato da Denis O'Hare, potente vampiro principale antagonista della terza stagione. Altri personaggi che appaiono nelle terza stagione sono Tommy Mickens e Jesus Velasquez, rispettivamente interpretati da Marshall Allman e Kevin Alejandro.
Principale antagonista delle quarta stagione è la strega Marnie Stonebrook, interpretata dall'attrice teatrale Fiona Shaw. Sempre nella quarta stagione Janina Gavankar interpreta la mutaforma Luna Garza, interesse amoroso di Sam. Al termine della quarta stagione, Marshall Allman e Kevin Alejandro lasciano la serie per la morte dei loro personaggi.
Nella quinta stagione vengono introdotti nuovi personaggi; Christopher Meloni, reduce dal ruolo del detective Elliot Stabler in dodici stagioni di Law & Order - Unità vittime speciali, interpreta il ruolo di Roman Zimojic, potente e carismatico vampiro a capo dell'Autorità. L'attrice italiana Valentina Cervi ricopre il ruolo Salome Agrippa, rivisistazione in chiave vampiresca dell'omonimo personaggio biblico. Lucy Griffiths interpreta il ruolo di Nora Gainesborough, "sorella" di Eric in quanto progenie di Godric. Sempre nella quinta stagione tornano Denis O'Hare, nel ruolo di Russel Edgington, e Michael McMillian, nei panni di Steve Newlin. L'attore britannico Giles Matthey appare nella quinta stagione come guest star nel ruolo di Claude Crane, primo personaggio della serie a subire un recast, il ruolo era stato interpretato in un episodio della quarta stagione da Neil Hopkins.
Gli attori Kelly Overton e Robert Patrick, che sono apparsi come guest star nella quinta stagione, vengono promossi regular nella sesta stagione. L'attore olandese Rutger Hauer si unisce al cast della sesta stagione nel ruolo di Niall Brigant Del cast della sesta stagione fanno inoltre parte Arliss Howard, nel ruolo del Governatore della Louisiana Truman Burrell, Rob Kazinsky nei panni di Macklyn Warlow, e Jurnee Smollett-Bell nel ruolo dell'attivista per i diritti delle creature sovrannaturali Nicole Wright.
Dopo essere apparsi come guest star nella sesta stagione, i personaggi interpretati dalle attrici Karolina Wydra, Amelia Rose Blaire e Bailey Noble vengono promossi regular nella settima e conclusiva stagione. L'attore Luke Grimes, che ha interpretato il vampiro James Kent nella sesta stagione, decide di abbandonare la serie per divergenze creative. Nella settima stagione ruolo di James viene affidato a Nathan Parsons. Sempre nella settima stagione, Adina Porter torna regular, dopo esserlo stata nella prima stagione e special guest nelle successive stagioni. Anche Ginger, interpretata da Tara Buck, viene promossa a regular, dopo essere stata un personaggio ricorrente fin dalla prima stagione.

### Personaggi principali
- Sookie Stackhouse (stagioni 1-7), interpretata da Anna Paquin, doppiata da Federica De Bortoli.
- Bill Compton (stagioni 1-7), interpretato da Stephen Moyer, doppiato da Fabio Boccanera.
- Eric Northman (stagioni 1-7), interpretato da Alexander Skarsgård, doppiato da Gianluca Crisafi.
- Sam Merlotte (stagioni 1-7), interpretato da Sam Trammell, doppiato da Loris Loddi (st. 1) e Christian Iansante (st. 2-7).
- Jason Stackhouse (stagioni 1-7), interpretato da Ryan Kwanten, doppiato da Andrea Mete.
- Tara Thornton (stagioni 1-7), interpretata da Rutina Wesley, doppiata da Laura Latini (st. 1-4) e Letizia Scifoni (st. 5-7).
- Lafayette Reynolds (stagioni 1-7), interpretato da Nelsan Ellis, doppiato da Nanni Baldini.
- Jessica Hamby (stagioni 1-7), interpretata da Deborah Ann Woll, doppiata da Perla Liberatori.
- Pam Swynford De Beaufort (stagioni 1-7), interpretata da Kristin Bauer, doppiata da Emanuela Baroni.
- Alcide Herveaux (stagioni 3-7), interpretato da Joe Manganiello, doppiato da Alessio Cigliano.
- Andy Bellefleur (stagioni 1-7), interpretato da Chris Bauer, doppiato da Teo Bellia.
- Arlene Fowler (stagioni 1-7), interpretata da Carrie Preston, doppiata da Anna Cugini.
- Hoyt Fortenberry (stagioni 1-5, 7), interpretato da Jim Parrack, doppiato da Riccardo Scarafoni.
- Terry Bellefleur (stagioni 1-7), interpretato da Todd Lowe, doppiato da Fabrizio Russotto.
- Holly Cleary (stagioni 3-7), interpretata da Lauren Bowles, doppiata da Emilia Costa.
- Lettie Mae Thornton (stagioni 1-7), interpretata da Adina Porter, doppiata da Paola Del Bosco.
- Rene Lenier (stagioni 1, 3-4), interpretato da Michael Raymond-James, doppiato da Enrico Pallini.
- Bud Dearborne (stagioni 1-3, 5), interpretato da William Sanderson, doppiato da Carlo Reali.
- Dawn Green (stagione 1), interpretata da Lynn Collins, doppiata da Emanuela D'Amico.
- Amy Burley (stagione 1), interpretata da Lizzy Caplan, doppiata da Domitilla D'Amico.
- Adele Stackhouse (stagioni 1, 4, 7), interpretata da Lois Smith, doppiata da Angiola Baggi.
- Eddie Gauthier (stagioni 1-2), interpretato da Stephen Root, doppiatato da Gianluca Machelli.
- Maryann Forrester (stagioni 1-2), interpretata da Michelle Forbes, doppiata da Deborah Ciccorelli.
- Benedict "Eggs" Talley (stagioni 1-2), interpretato da Mehcad Brooks, doppiato da Alberto Caneva.
- Ginger (stagioni 1-7), interpretata da Tara Buck.
- Steve Newlin (stagioni 1-7), interpretato da Michael McMillian, doppiato da Francesco De Francesco.
- Sarah Newlin (stagioni 2, 6-7), interpretata da Anna Camp, doppiata da Chiara Gioncardi.
- Lorena Krasiki (stagioni 1-3, 5), interpretata da Mariana Klaveno, doppiata da Beatrice Margiotti.
- Jesus Velasquez (stagioni 3-5), interpretato da Kevin Alejandro, doppiato da Marco De Risi.
- Tommy Mickens (stagioni 3-4), interpretato da Marshall Allman, doppiato da Paolo Vivio.
- Russell Edgington (stagioni 3, 5), interpretato da Denis O'Hare, doppiato da Giorgio Locuratolo.
- Crystal Norris (stagioni 3-4), interpretata da Lindsay Pulsipher, doppiata da Letizia Scifoni.
- Luna Garza (stagioni 4-6), interpretata da Janina Gavankar, doppiata da Barbara De Bortoli.
- Marnie Stonebrook (stagione 4), interpretata da Fiona Shaw, doppiata da Aurora Cancian.
- Nan Flanagan (stagioni 1-4), interpretata da Jessica Tuck, doppiata da Cristina Poccardi.
- Nora Gainesborough (stagioni 5-6), interpretata da Lucy Griffiths, doppiata da Valentina Mari.
- Roman Zimojic (stagione 5), interpretato da Christopher Meloni, doppiato da Massimo Rossi.
- Salome Agrippa (stagione 5), interpretata da Valentina Cervi, doppiata da Valentina Cervi.
- Patrick Devins (stagioni 4-5), interpretato da Scott Foley, doppiato da Francesco Bulckaen.
- Niall Brigant (stagioni 6-7), interpretato Rutger Hauer, doppiato da Mario Cordova.
- Truman Burrell (stagione 6), interpretato da Arliss Howard, doppiato da Antonio Palumbo.
- Rikki Naylor (stagioni 5-6), interpretata da Kelly Overton, doppiata da Benedetta Degli Innocenti.
- Jackson Herveaux (stagioni 5-7), interpretato da Robert Patrick, doppiato da Gioacchino Maniscalco.
- Macklyn Warlow (stagione 6), interpretato da Robert Kazinsky, doppiato da Daniele Raffaeli
- Nicole Wright (stagioni 6-7), interpretata da Jurnee Smollett-Bell, doppiata da Monica Bertolotti.
- Willa Burrell (stagioni 6-7), interpretata da Amelia Rose Blaire, doppiata da Benedetta Ponticelli
- James Kent (stagioni 6-7), interpretato da Luke Grimes (stagione 6) e Nathan Parsons (stagione 7), doppiato da Gianluca Cortesi.
- Violet Mazurski (stagioni 6-7), interpretata da Karolina Wydra, doppiata da Patrizia Burul.
- Adilyn Bellefleur (stagioni 6-7), interpretata da Bailey Noble.
- Reverendo Daniels (stagioni 3-4, 6-7), interpretato da Gregg Daniel.
- Rocky Cleary (stagioni 5-7), interpretato da Aaron Christian Howles.
- Wade Cleary (stagioni 5-7), interpretato da Noah Matthews.

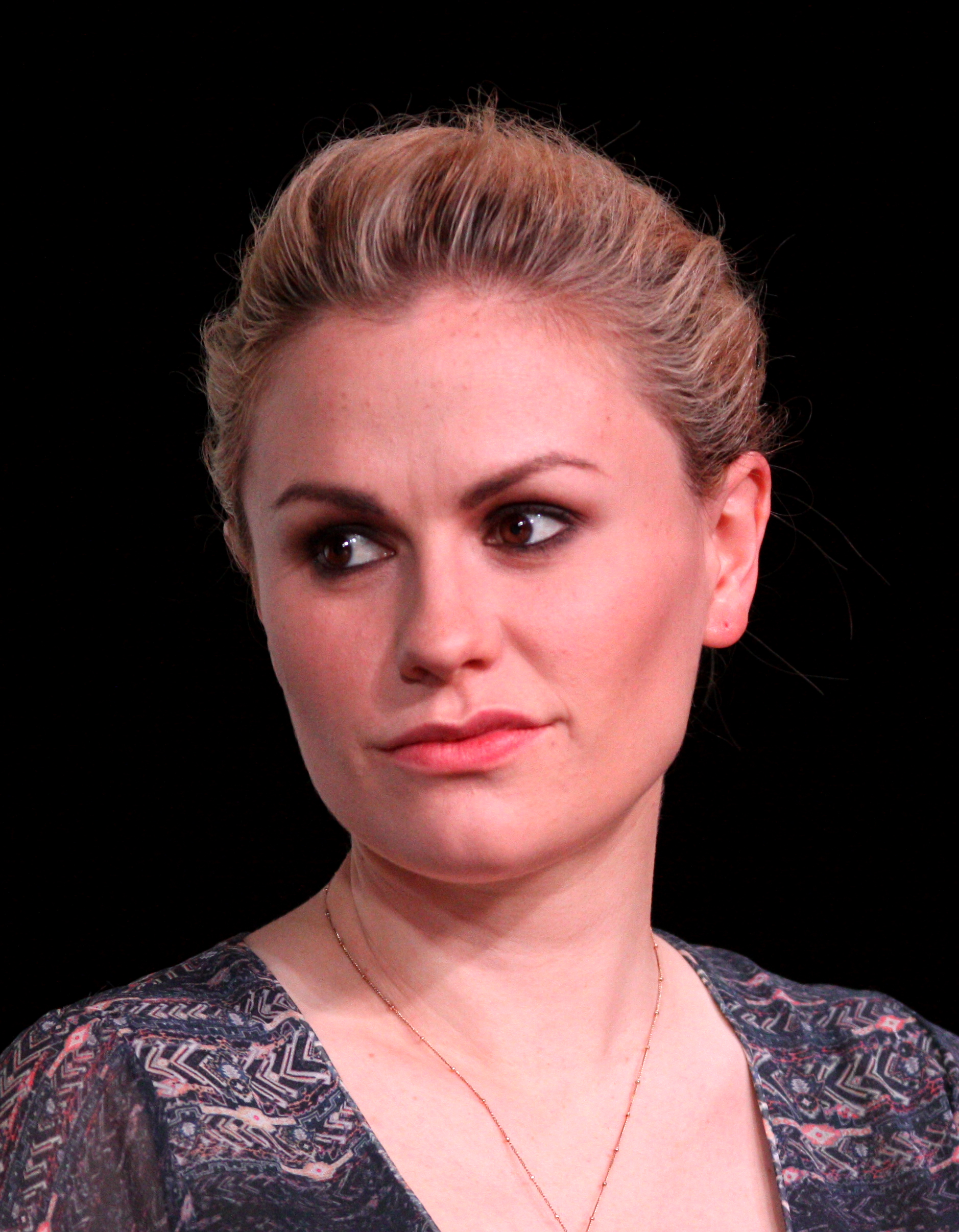
Anna Paquin interpreta Sookie Stackhouse
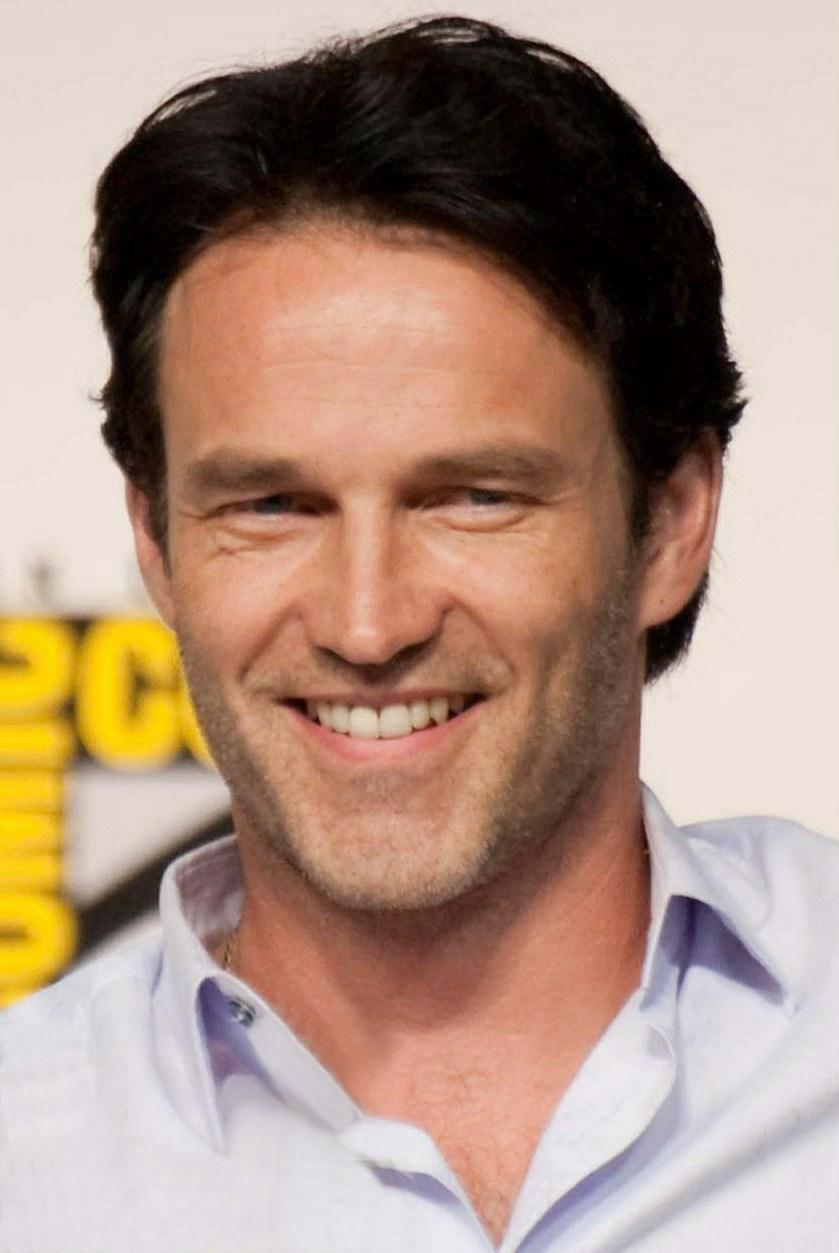
Stephen Moyer interpreta Bill Compton
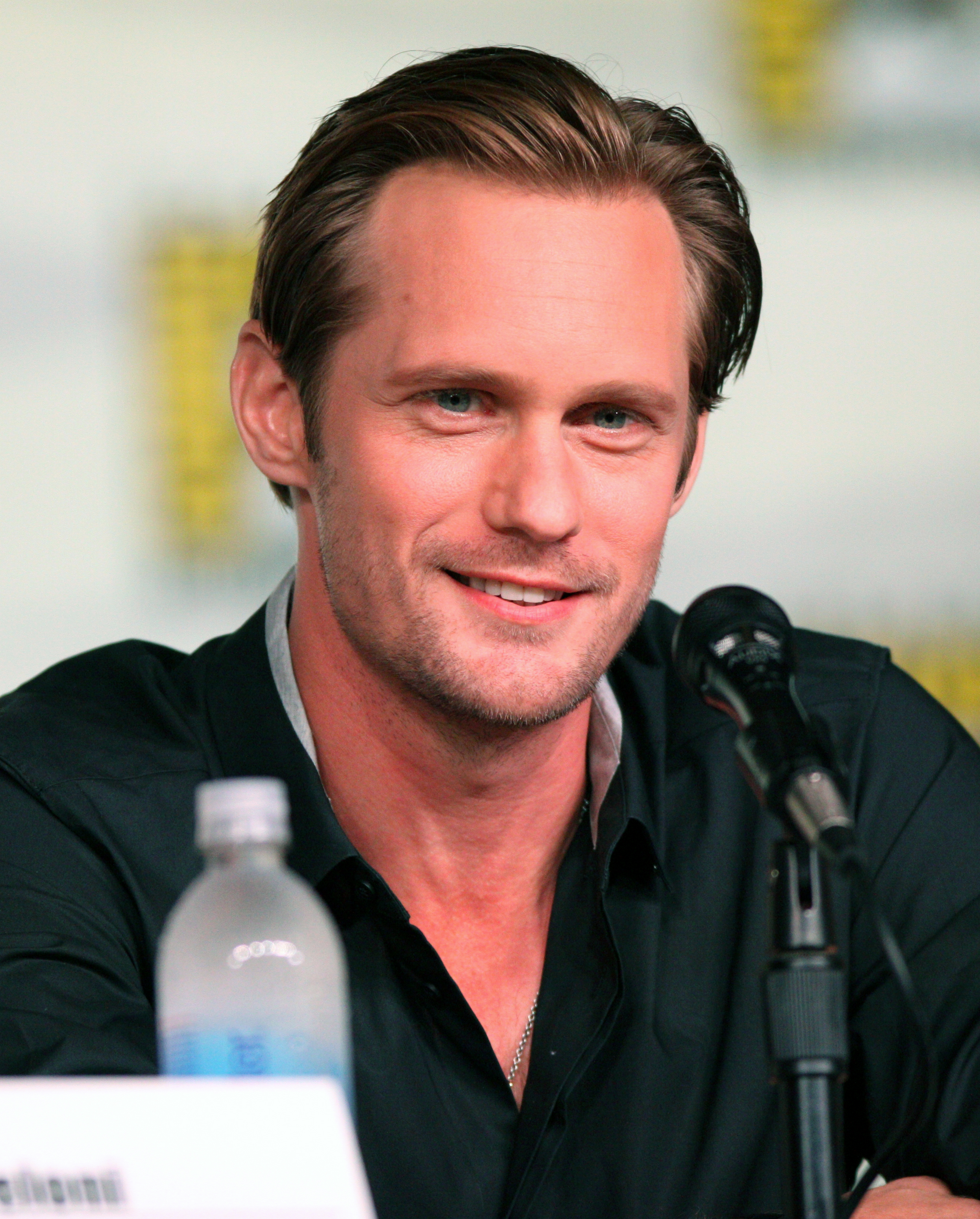
Alexander Skarsgård interpreta Eric Northman
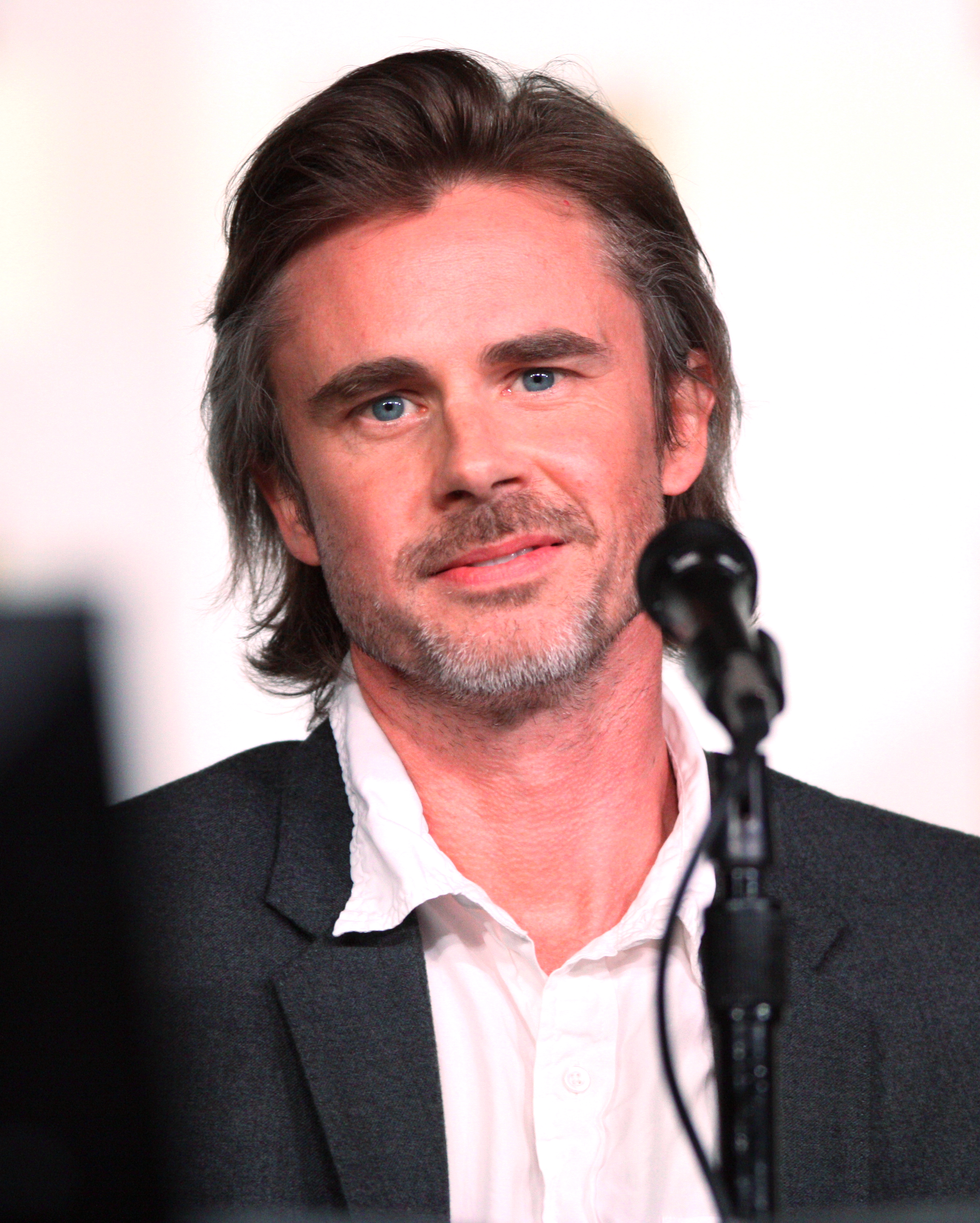
Sam Trammell interpreta Sam Merlotte
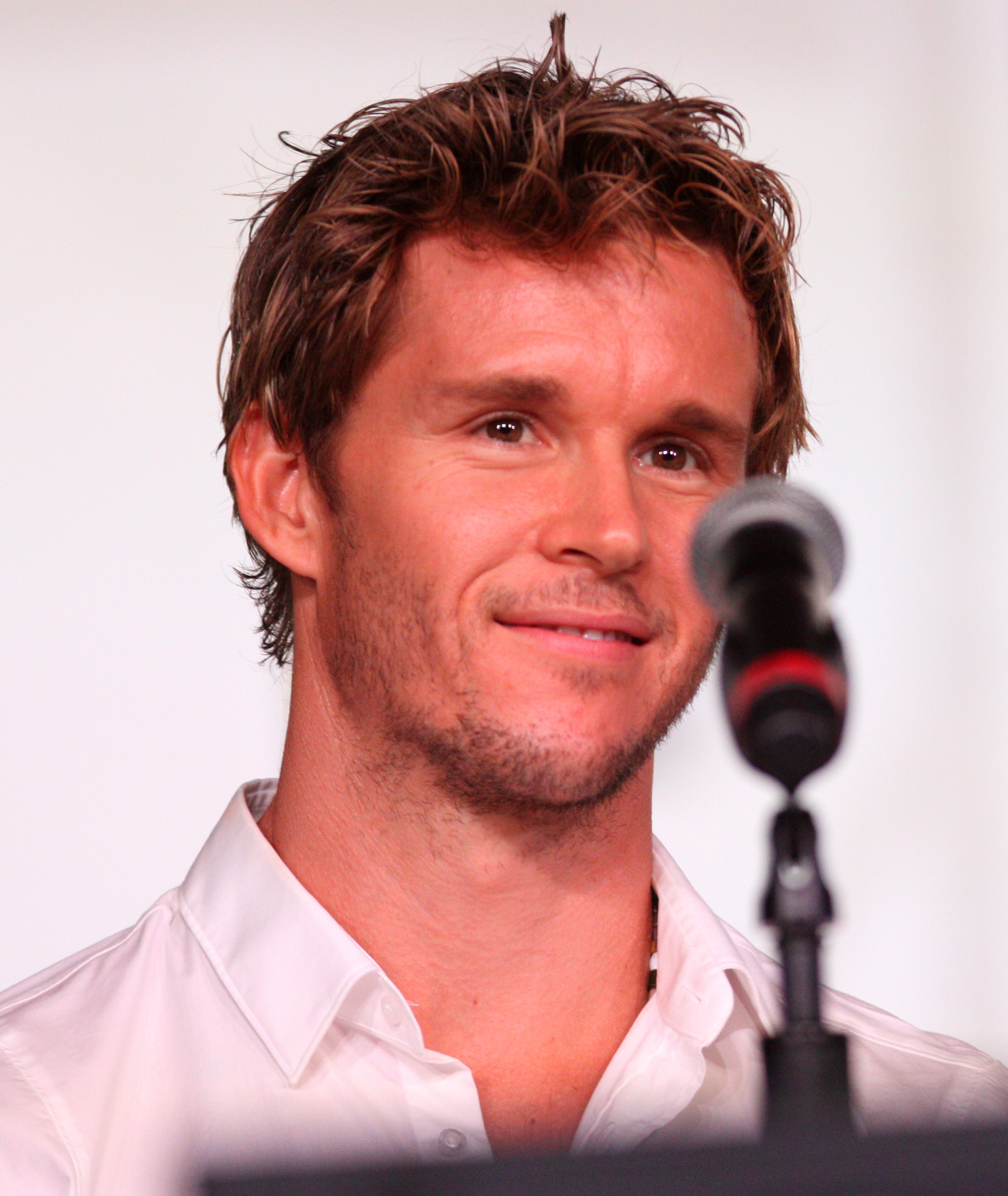
Ryan Kwanten interpreta Jason Stackhouse
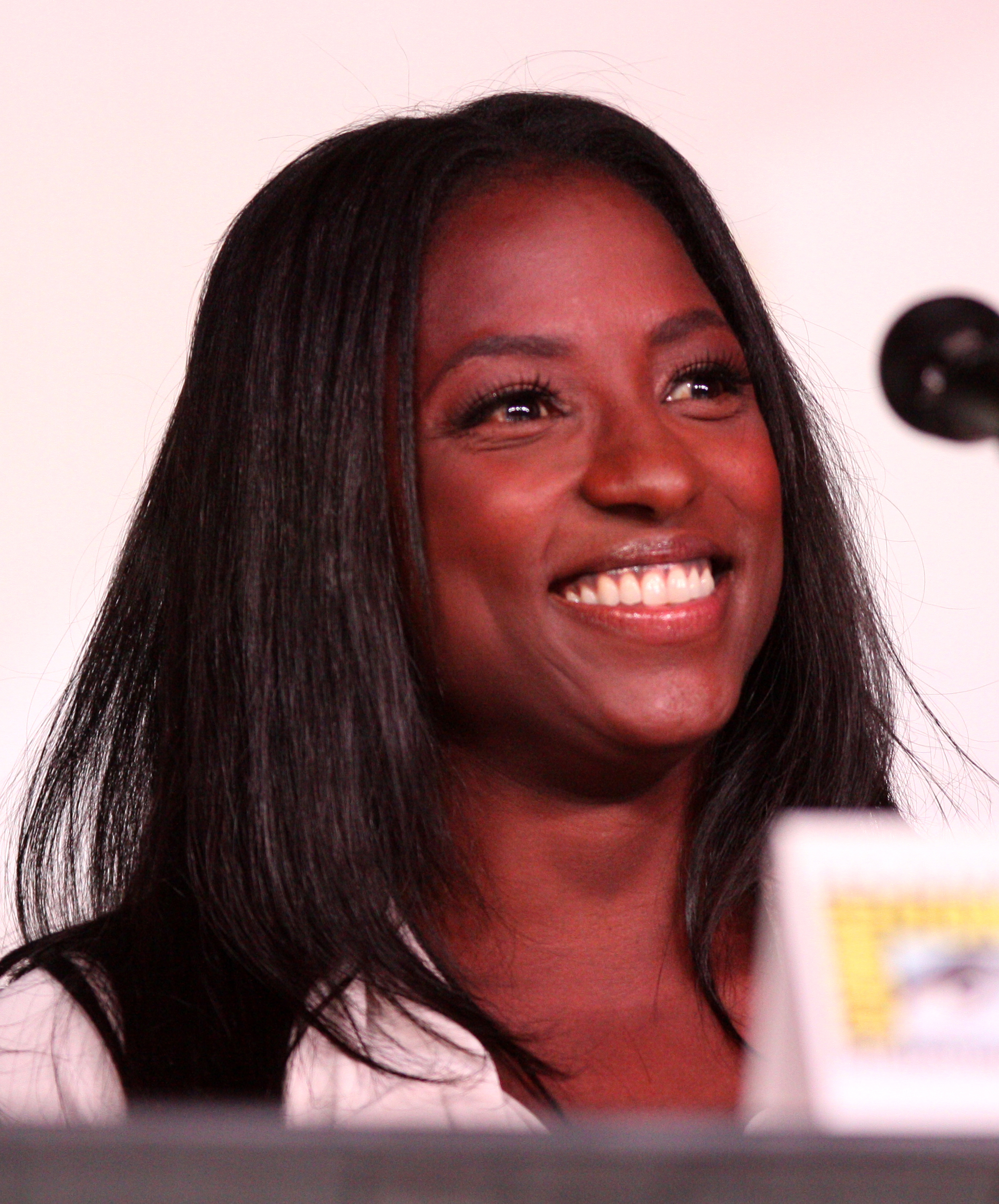
Rutina Wesley interpreta Tara Thornton
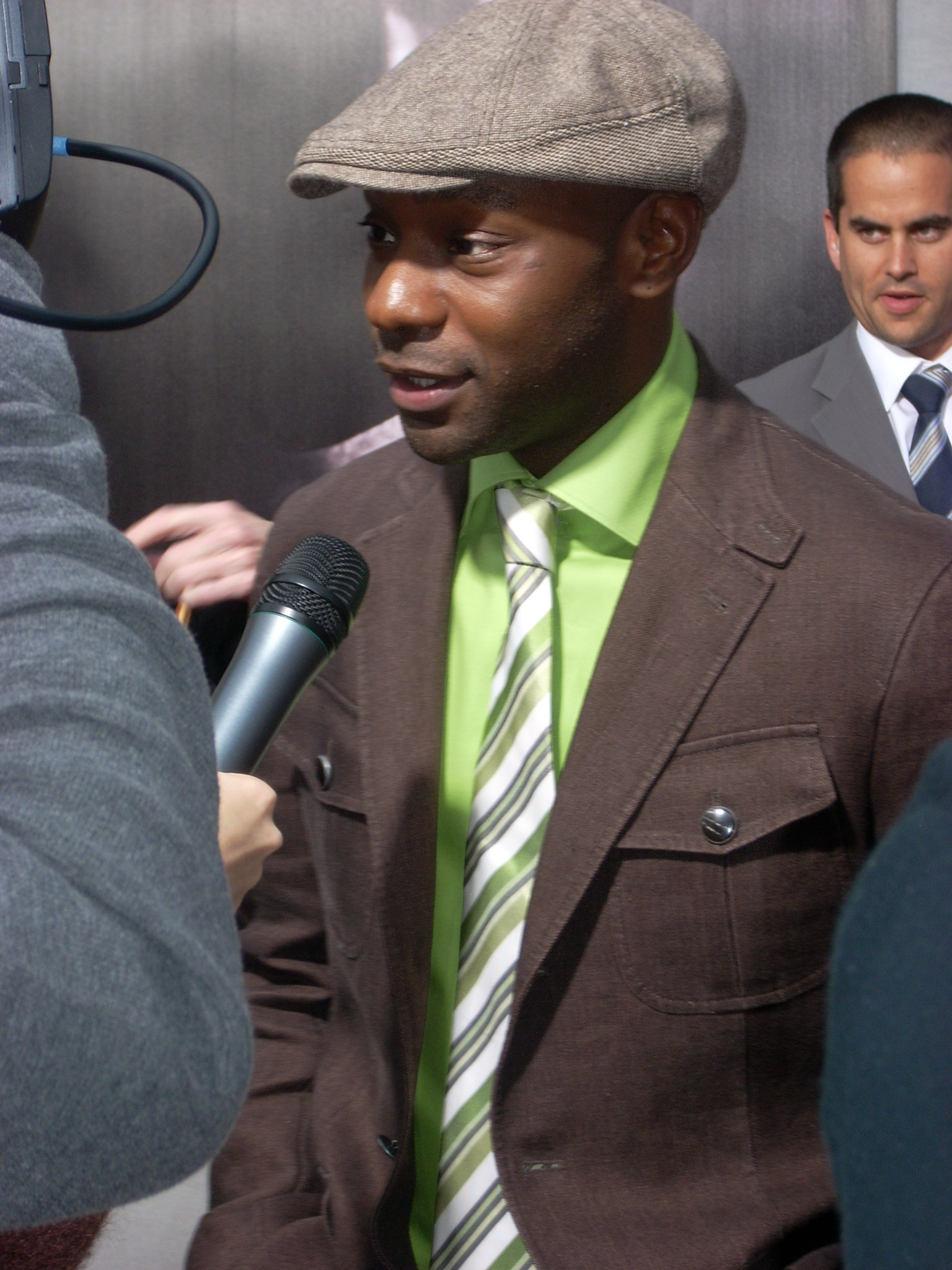
Nelsan Ellis interpreta Lafayette Reynolds
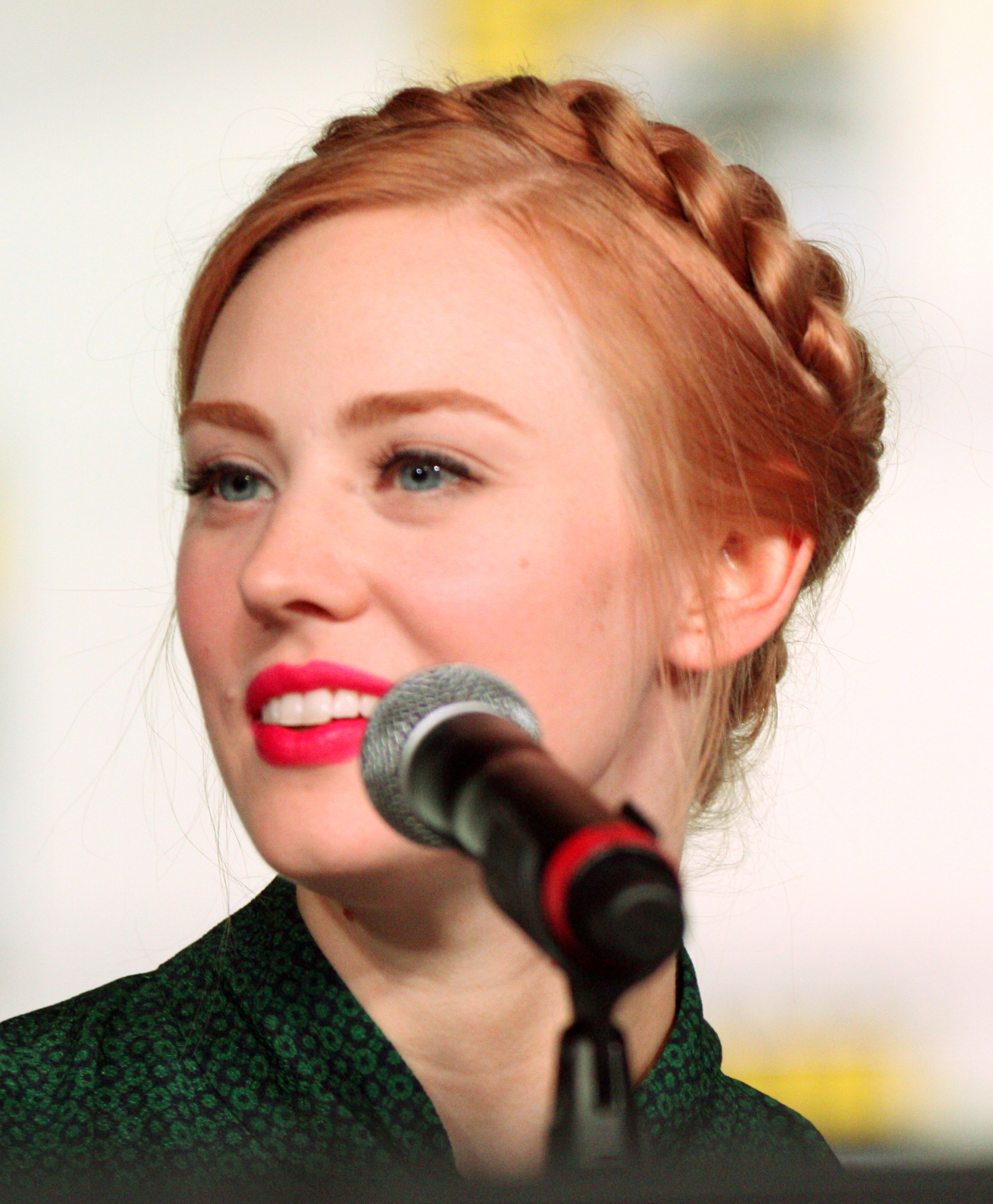
Deborah Ann Woll interpreta Jessica Hamby
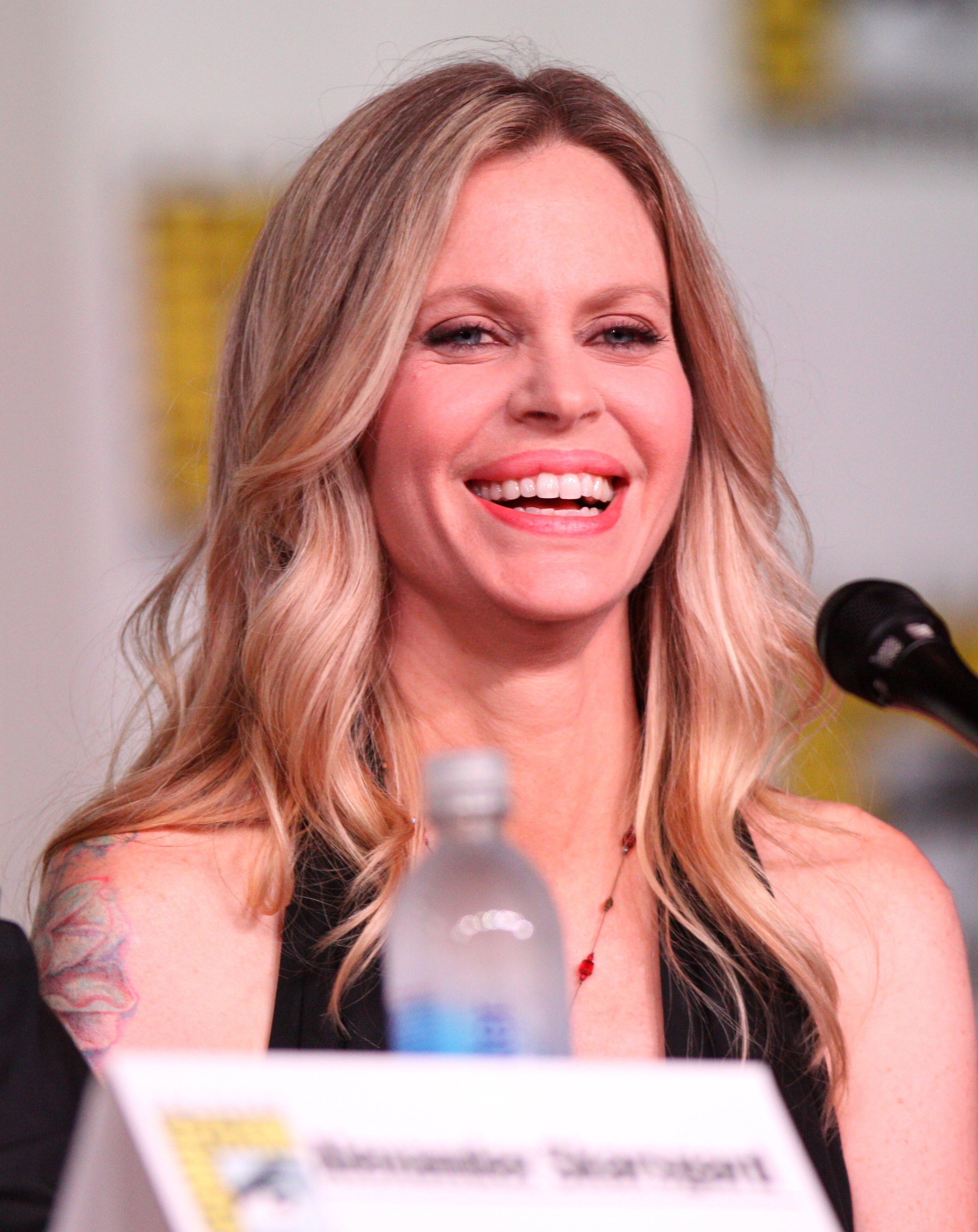
Kristin Bauer interpreta Pam Swynford De Beaufort
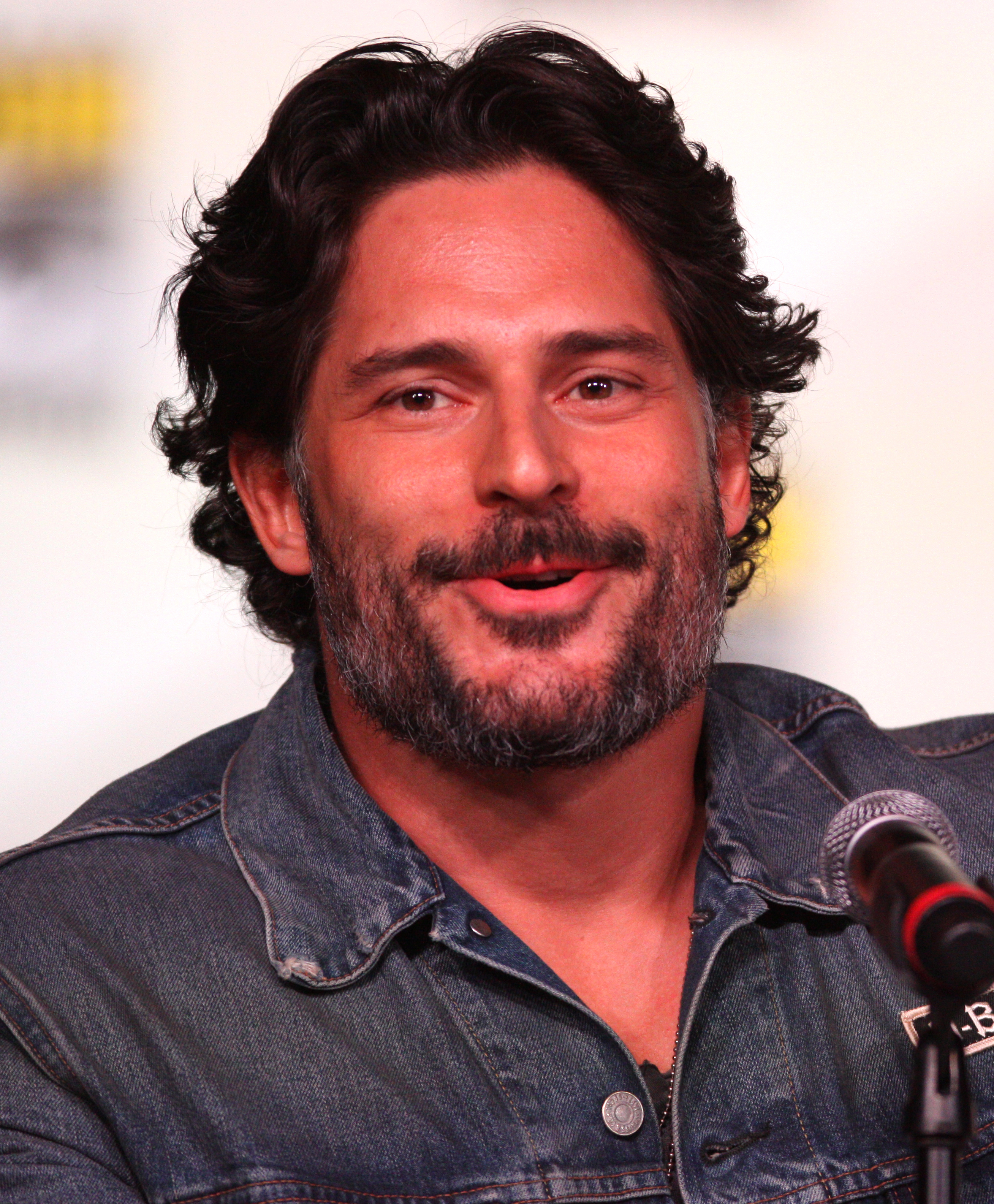
Joe Manganiello interpreta Alcide Herveaux
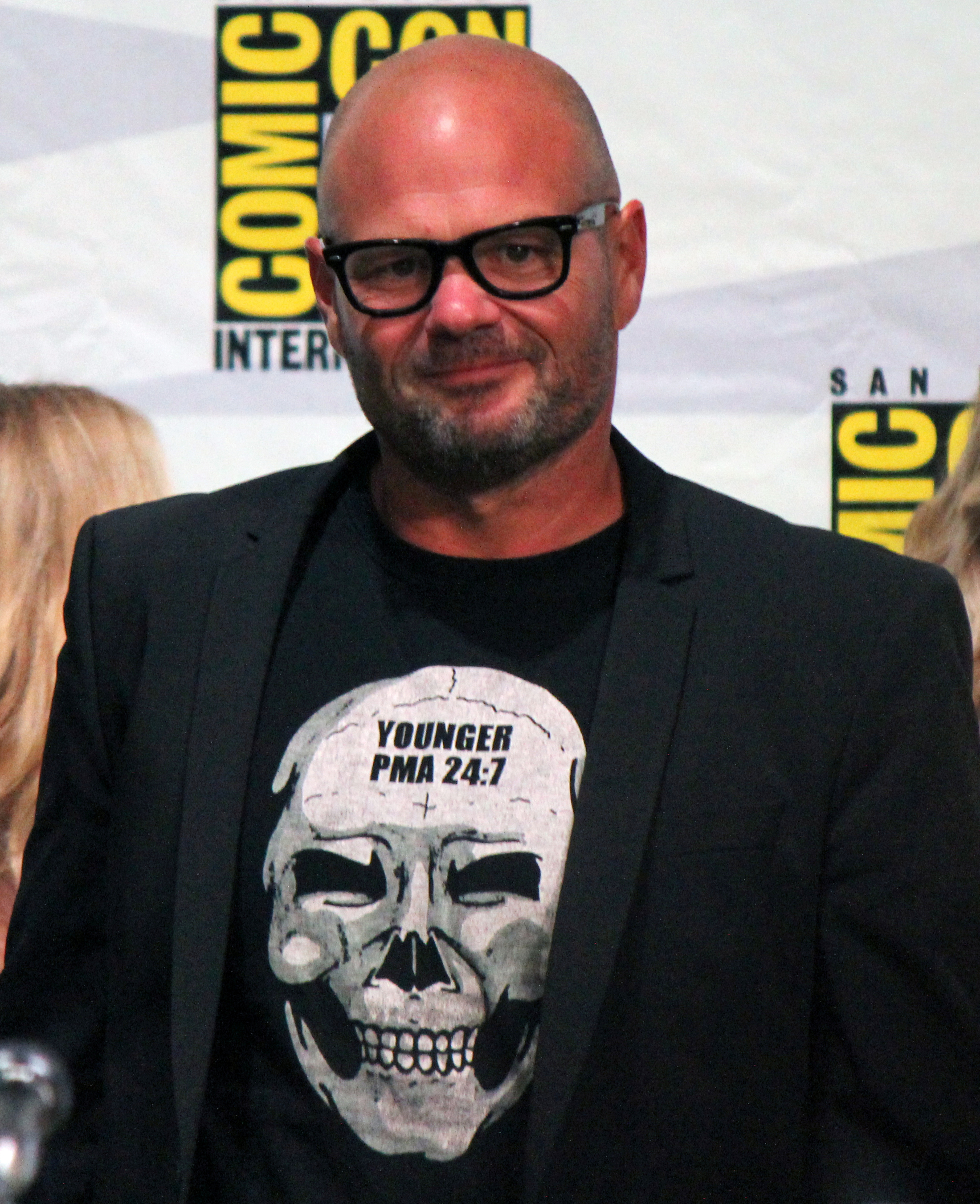
Chris Bauer interpreta Andy Bellefleur
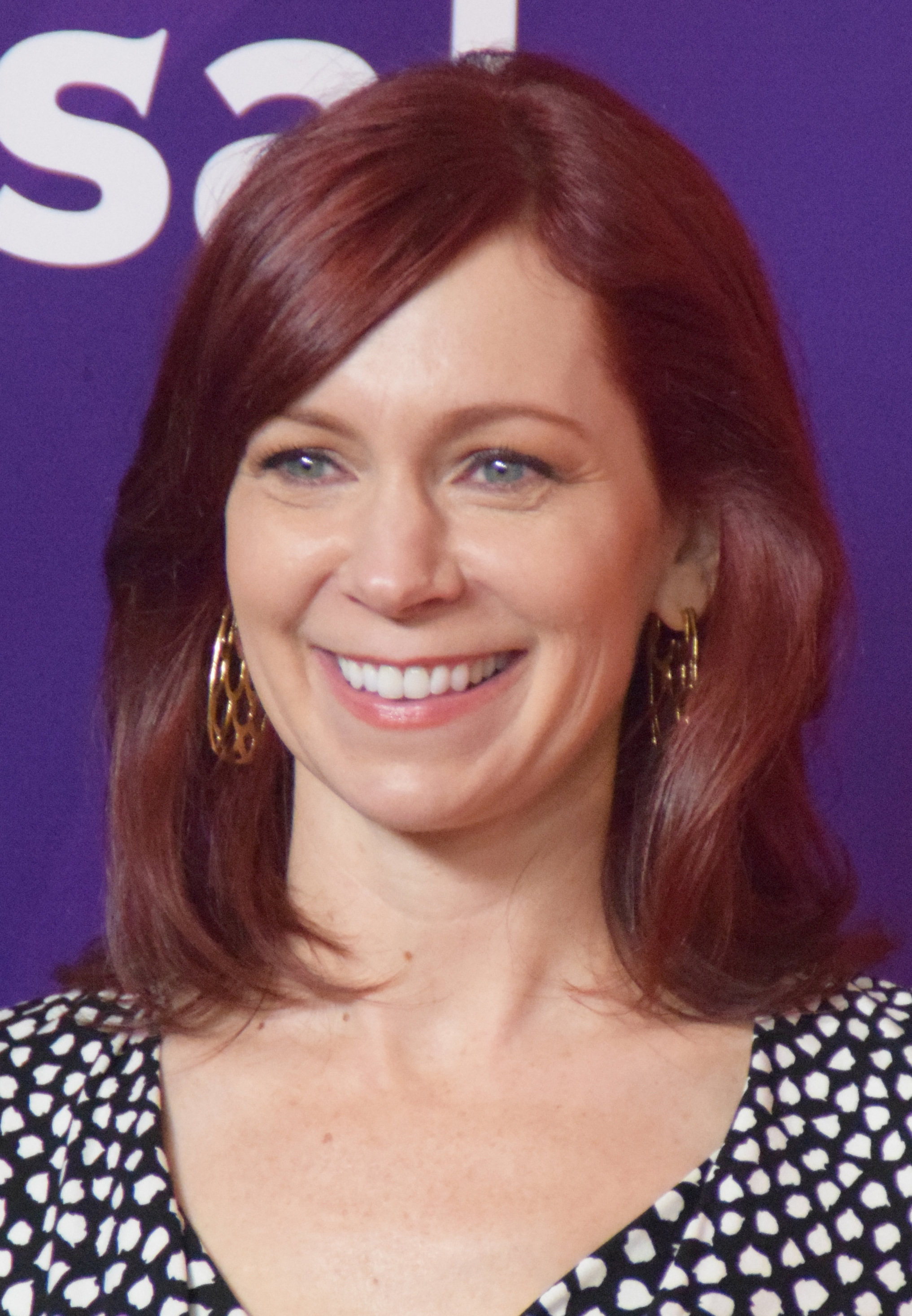
Carrie Preston interpreta Arlene Fowler
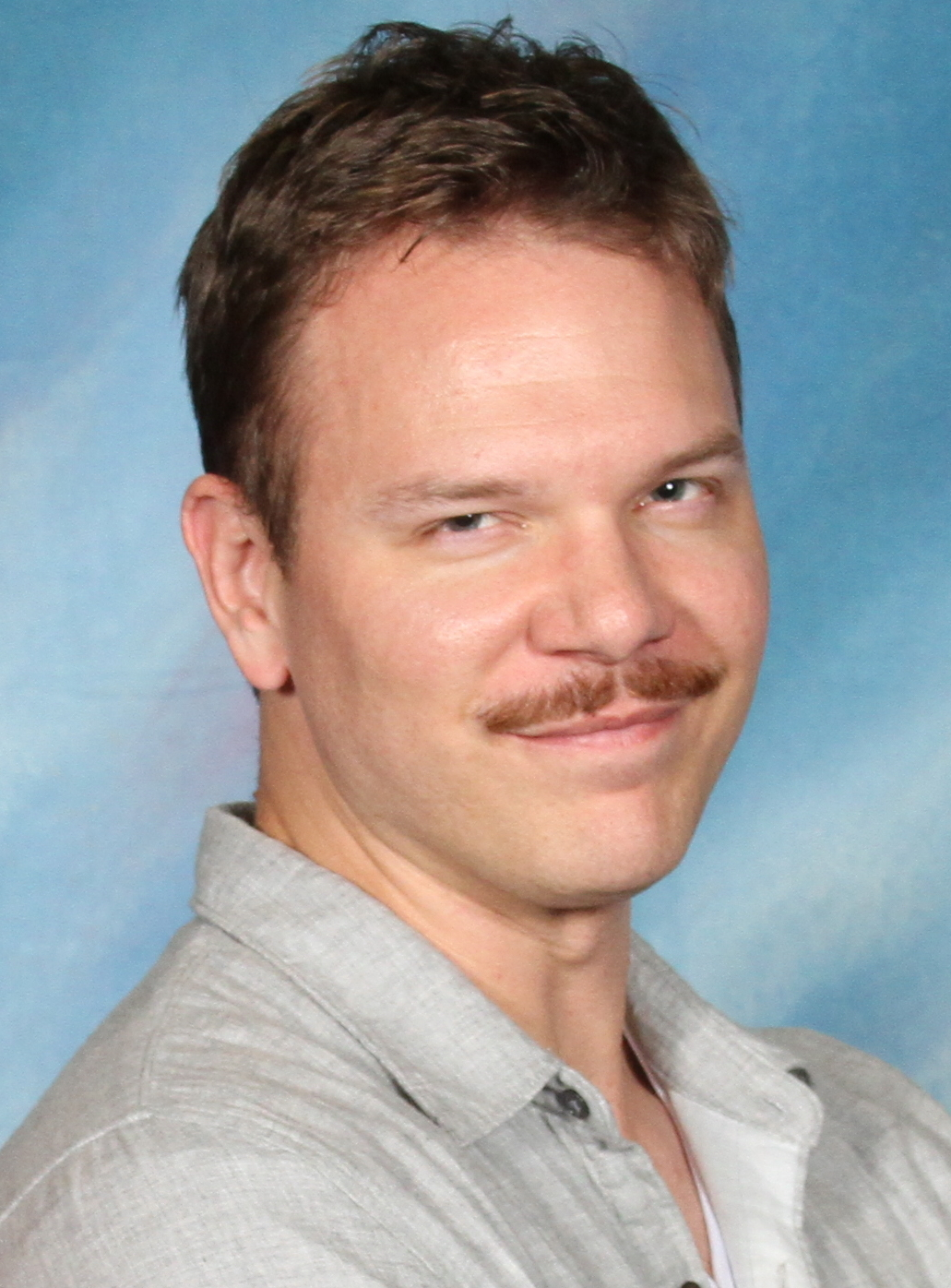
Jim Parrack interpreta Hoyt Fortenberry
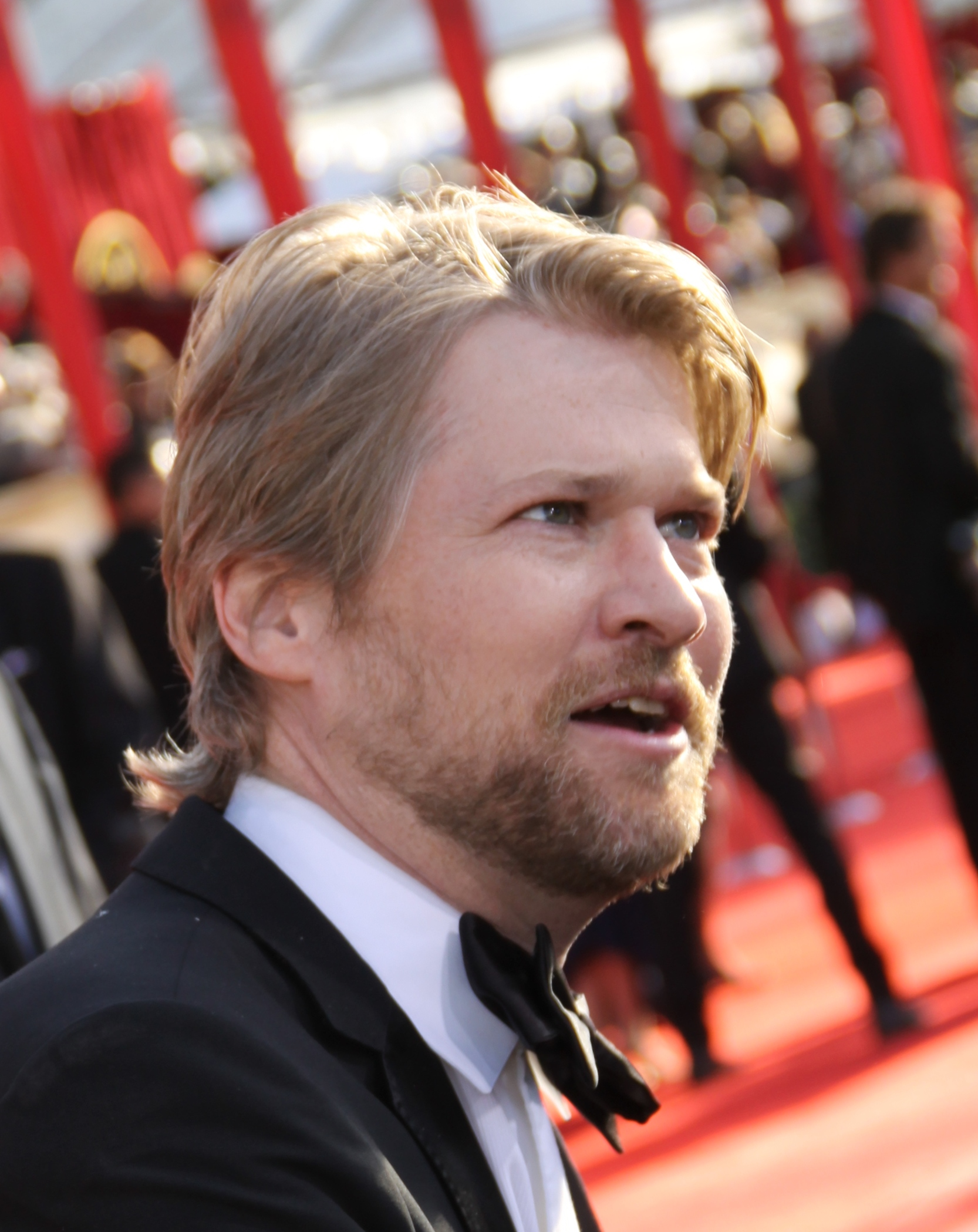
Todd Lowe interpreta Terry Bellefleur

## Produzione

### Sviluppo
Alan Ball aveva precedentemente lavorato per la serie televisiva Six Feet Under, andata in onda sulla HBO per cinque stagioni. Nell'ottobre del 2005, appena dopo il finale di Six Feet Under, Ball firma un accordo biennale con la HBO per lo sviluppo e la produzione di un nuovo progetto. Un giorno, in anticipo per un appuntamento dal dentista nel quartiere losangelino di Encino, Ball trova per caso in una libreria Barnes & Noble il romanzo Finché non cala il buio, primo capitolo della serie del Ciclo di Sookie Stackhouse scritta da Charlaine Harris. Si appassiona alla serie e legge uno dietro l'altro gli altri volumi con l'idea di adattarli per una serie televisiva. Ball contatta perciò la Harris, che al momento aveva già alcune opzioni per l'adattamento dei suoi libri, ma scelse subito di lavorare con Ball.
Il progetto per la realizzazione dell'episodio pilota, lungo un'ora, è stato ordinato nei primi mesi del 2007. L'episodio è stato sviluppato, scritto, diretto e prodotto dallo stesso Ball. Nel febbraio è stato annunciato parte del cast della serie, che comprende il Premio Oscar Anna Paquin, Sam Trammell e Ryan Kwanten, mentre il nome di Stephen Moyer è stato fatto nel mese di aprile. L'episodio pilota è stato girato nei primi mesi del 2007 e durante l'estate è stata ufficialmente ordinata la serie, a quel punto Ball si è messo al lavoro, scrivendo diversi episodi.
La produzione della serie prende il via nel tardo autunno; l'attrice Brook Kerr, che ha interpretato Tara Thornton nell'episodio pilota, viene sostituita da Rutina Wesley. Due episodi aggiuntivi sono girati prima dello sciopero degli sceneggiatori (2007-2008), chiudendo la produzione della prima stagione con 12 episodi. True Blood debutta ufficialmente il 7 settembre 2008 sul canale via cavo HBO.
HBO ha annunciato, ancor prima della conclusione della prima stagione, la realizzazione della seconda, che è stata trasmessa negli Stati Uniti dal 14 giugno 2009. Nel luglio 2009 è stata confermata la realizzazione della terza stagione, che è andata in onda nell'estate del 2010. Il 3 dicembre 2009 sono iniziate le riprese della terza stagione. Ancor prima della fine delle riprese della terza stagione, Alan Ball ha comunicato il suo prolungamento di contratto con la HBO, per la realizzazione di una quarta. Le riprese della quarta stagione sono iniziate il 1º dicembre 2010.
True Blood viene ufficialmente rinnovato per una quinta stagione l'11 agosto 2011, le cui riprese sono iniziate a Los Angeles il 21 novembre 2011.
Il 2 luglio 2012, la serie è stata rinnovata per una sesta stagione composta da soli 10 episodi (a causa della gravidanza di Anna Paquin e di alcuni problemi economici) andata in onda negli Stati Uniti a partire dal 16 giugno 2013. Inoltre, in occasione di un press tour estivo, Michael Lombardo, il presidente della HBO, ha affermato che la serie non ha ancora un finale previsto e che "durerà fin quando i fans dimostreranno interesse".
Il 15 luglio 2013, attraverso un comunicato della HBO, viene annunciato che la serie è stata rinnovata per una settima stagione di 10 episodi, andata in onda nell'estate 2014. Con l'annuncio della settima stagione, True Blood diventa di fatto la serie più longeva, in numero di stagioni, della HBO. Nessun'altra serie del canale via cavo ha superato le 6 stagioni prima d'ora.
Il 3 settembre 2013, è stato annunciato che la settima stagione sarà la stagione conclusiva, diventando così l'ultimo capitolo della serie. Il presidente di HBO Michael Lombardo ha detto che True Blood è stato lo show che ha definito il network.
Il budget per un singolo episodio si aggira attorno ai 3 milioni di dollari, mentre la produzione di un'intera stagione varia tra i 50 e 60 milioni di dollari.

### Cast tecnico
Il creatore della serie Alan Ball ha avuto il ruolo di showrunner, produttore esecutivo, regista (2 episodi) e sceneggiatore (11 episodi). Durante la lavorazione della quinta stagione, viene comunicata la decisione di Alan Ball di abbandonare la serie dopo la fine del suo contratto. Ball lascia il ruolo di showrunner, mantenendo però il ruolo di produttore esecutivo, per dedicarsi a pieno ad altri progetti televisivi e cinematografici.
Nel maggio 2012 viene comunicato che Mark Hudis è stato nominato nuovo showrunner del serie. Hudis ha fatto parte del team di sceneggiatori e ha lavorato come produttore esecutivo durante la quarta e la quinta stagione.
Il 9 marzo 2013, quando la sesta stagione era ancora in produzione, viene comunicato che Mark Hudis ha lasciato il ruolo di showrunner, per concentrarsi sullo sviluppo di altri progetti, come prevede il suo contratto con il network HBO. Hudis viene sostituito da Brian Buckner, sceneggiatore e produttore che lavora a True Blood sin dalla prima stagione.
Nel corso delle sette stagioni si sono alternati numerosi registi alla regia dei singoli episodi, tra cui Michael Lehmann (15 episodi), Scott Winant (13 episodi), Daniel Minahan (8 episodi), Howard Deutch (5 episodi), John Dahl (4 episodi), Michael Ruscio (4 episodi) e molti altri. Nel 2012 l'attore Stephen Moyer, che nella serie interpreta Bill Compton, ha debuttato alla regia, dirigendo un episodio della quinta stagione. Successivamente ha diretto gli episodi d'apertura della sesta e settima stagione.
Nancy Oliver ha lavorato nella serie come co-produttrice esecutiva e sceneggiatrice, oltre ad aver diretto un episodio. La Oliver ha ottenuto una candidatura al Writers Guild of America Awards per la sceneggiatura dell'episodio Sacrifici. Del team di sceneggiatori hanno fatto parte Brian Buckner (14 episodi), Alexander Woo (12 episodi), Raelle Tucker (11 episodi).
Dalla quinta stagione fa il suo ingresso nel team di autori Angela Robinson, che ha scritto sei episodi. L'attore e regista Craig Chester ha lavorato nella settima stagione come story editor e sceneggiatore di due episodi.
Gregg Fienberg è stato produttore esecutivo a partire dalla seconda stagione fino alla settima. Tra gli altri produttori esecutivi vi sono Alan Ball, Brian Buckner, Alexander Woo, Raelle Tucker, Angela Robinson e Mark Hudis.
La fotografia è stata curata principalmente da Romeo Tirone, David Klein, Matthew Jensen e Evans Brown, mentre del montaggio se ne sono occupati Louise Innes, Michael Ruscio, Lynne Willingham e Mark Hartzell. La scenografia è curata interamente da Suzuki Ingerslev, mentre i costumi sono opera di Audrey Fisher. Danny Glicker ha lavorato come costumista per alcuni episodi della prima stagione.

### Effetti speciali e visivi
Gli effetti visivi della serie sono curati da Zoic Studios, di Culver City, sotto la supervisione di Jon Massey. La squadra di grafici di Zoic Studios ha creato i denti da vampiro basandosi sulle zanne di serpenti a sonagli e lavorando a stretto contatto con un addestratore di animali. Le zanne dei vampiri sono create digitalmente con un software di grafica 3D, mentre agli attori è stato insegnato a muovere correttamente la mascella per ricreare lo scatto dei denti. Per creare gli effetti visivi legati al mondo delle fate, tra cui l'energia di luce che scaturisce dalle mani di Sookie, è stato utilizzato un software chiamato "Particle Illusion".
Gli effetti speciali relativi al trucco sono di Masters FX di proprietà di Todd Masters. Lo studio ha curato molti trucchi all'interno della serie, tra cui le ustioni sulla pelle quando i vampiri si espongono alla luce del sole (a cui successivamente vengono aggiunti digitalmente fumo o fuoco), le lacrime di sangue, le venature dei vampiri infetti e molto altro. Masters FX ha realizzato tutte le morti dei vampiri, che esplodono in una poltiglia di sangue, ha realizzato la torsione a 180 gradi della testa durante la scena di sesso tra Bill e Lorena e ha creato l'aspetto da goblin di Russell Edgington dopo essere stato sepolto nel cemento.

### Specifiche tecniche
True Blood è stata girata in 35 mm con attrezzature Arricam LT e ST, in formato 3-perf Super 35 (Kodak Vision3 500T pellicola negativa a colori 5219 e Kodak Vision3 250D pellicola negativa a colori 5207 per le scene in condizioni di luce diurna), in modo da poter essere rimasterizzata in risoluzione 4K o superiore. La settima stagione segna il passaggio dalla pellicola al digitale con un equipaggiamento ARRI Alexa.

### Struttura degli episodi
Un episodio ha una durata di circa 60 minuti. Ogni episodio inizia con un prologo di pochi minuti, fino a raggiungere un punto di forte drammaticità. A questo punto inizia la sigla d'apertura, che comprende tutti i crediti dell'episodio. La narrazione riprende con le storie dei vari personaggi. Il finale di un episodio è generalmente costituito da un cliffhanger che viene risolto nel prologo dell'episodio successivo. Nel corso di alcuni episodi vengono utilizzati flashback per raccontare eventi riguardanti il passato di un personaggio.

### Location

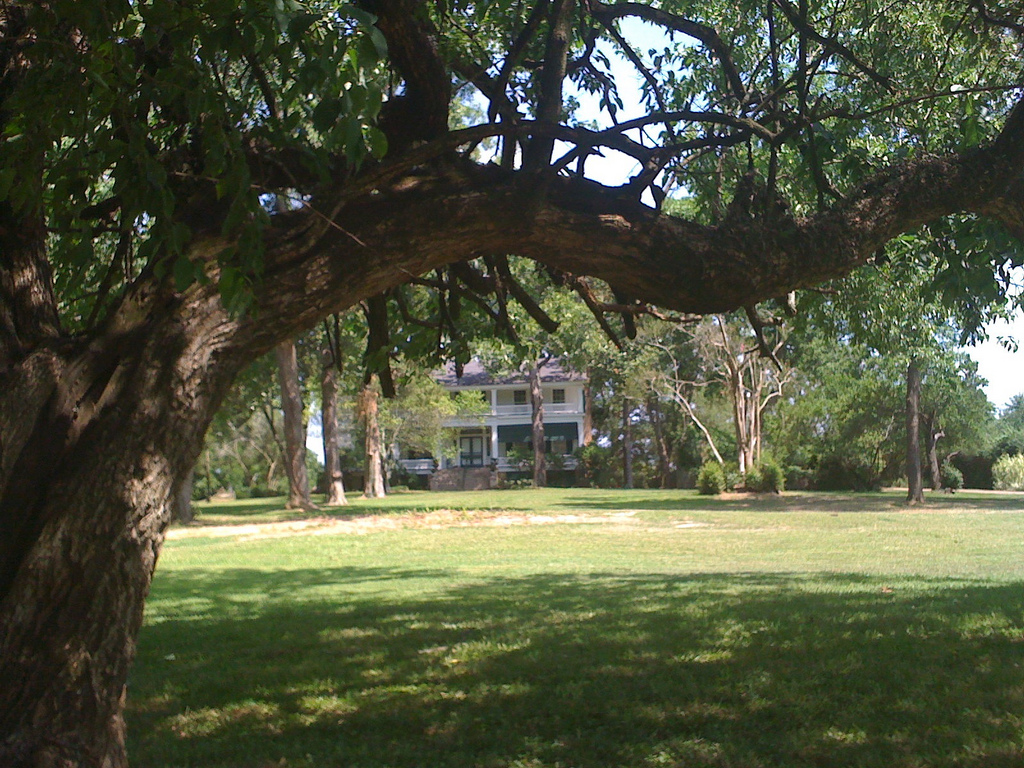
La casa di Bill Compton.

La serie, come i romanzi, è ambientata nella fittizia cittadina di nome Bon Temps, situata a Nord della Louisiana. Bon Temps, significa "bel tempo" in francese, e fa riferimento all'espressione cajun, "Laissez les bons temps rouler!" (lasciate che arrivino i bei tempi). Per creare Bon Temps è stata utilizzata la città di Clinton, sempre in Louisiana, specialmente nella seconda stagione quando la città era nel caos per via della menade Maryann.
La serie viene girata principalmente in Louisiana e in California, le riprese dell'episodio pilota sono state effettuate tra Mansfield e Shreveport, Louisiana.
Gli interni vengono girati presso gli Hollywood Center Studios di Hollywood e ai Jungle Set, Warner Brothers Burbank Studios a Burbank, California. Gli interni del bar Merlotte's vengono girati ai Warner Brothers Burbank Studios, sempre di Burbank.
La residenza di Bill Compton esiste veramente, chiamata Roseneath Plantation è una casa di oltre 150 anni situata tra Mansfield e Shreveport, costruita nel 1845 e servita come ospedale per i soldati feriti durante la guerra civile. La casa di Bill esiste in tre ben distinte forme; gli esterni sono girati presso la Roseneath Plantation, in Louisiana, una replica del fronte della casa è stata costruita in una proprietà privata sulle montagne di Santa Monica, vicino a Calabasas (California). Agli Hollywood Center Studio, dove vengono girati gli interni, è stata riprodotta una copia della veranda della casa di Bill, dove sono stati allestiti anche gli interni del Merlotte's e la veranda della casa di Sookie.
Il Fangtasia, locale per vampiri di Shreveport gestito da Eric Northman è un vero bar, che si trova però lontano dalla Louisiana. Le scene del Fangtasia vengono girate al Alex's Bar, un locale di genere punk rock di Long Beach. La chiesa usata come base della Compagnia del Sole, durante la seconda stagione, è la SkyRose Chapel, situata all'interno del cimitero Rose Hills Memorial Park a Whittier, California.

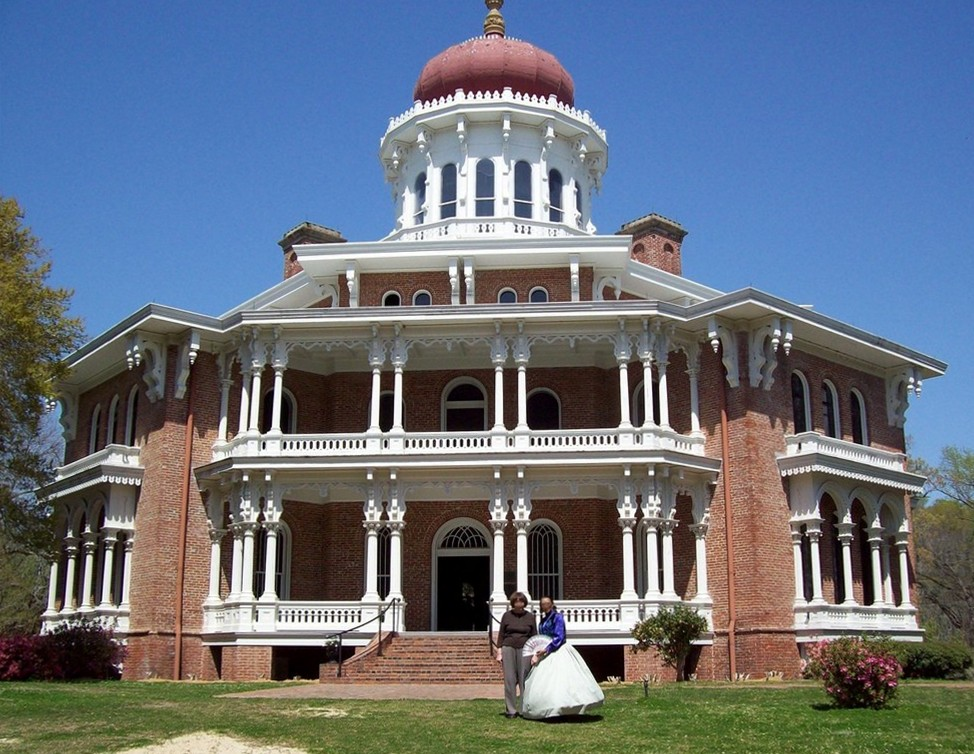
Longwood - Residenza del Re del Mississippi Russell Edgington.

Per la residenza di Maryann è stata utilizzata una villa in stile coloniale situata a sud di Pasadena. Per ricreare l'immaginario Hotel Carmilla di Dallas sono stati utilizzati gli interni del Sofitel Hotel di Los Angeles. La scena del suicidio di Godric è stata girata sul tetto del 1000 Wilshire Building di Los Angeles, fornito di una pista per elicotteri.
La faraonica villa della regina Sophie-Anne Leclerq è una tenuta sulle scogliere di Malibù chiamata La Villa Contenta. La residenza è stata in passato utilizzata per altre produzioni cinematografiche e televisive. La villa, affacciata sull'Oceano Pacifico, è suddivisa in tre piani per un totale di oltre 12.000 m², dispone di una piscina, 13 posti letto, 8 bagni, una sala proiezioni, una palestra e campi da tennis.
Gli esterni del palazzo di Russell Edgington, il re dei vampiri del Mississippi, e di suo marito Talbot, sono stati girati presso Longwood, un palazzo a Natchez (Mississippi).
Longwood, noto anche come Nutt's Folly, è uno storico palazzo anteguerra di struttura ottagonale, la torre ha una grande cupola a forma di cipolla sulla sua cima. A causa della guerra civile la costruzione è stata interrotta e il palazzo non è mai stato completato. Longwood è registrato al National Historic Landmark e risulta la più grande casa ottagonale negli Stati Uniti.
La facciata esterna della stazione di polizia e municipio di Bon Temps è in realtà l'attuale prigione di Hawthorne, California, gestita del Hawthorne Police Department. La dimora del governatore Truman Burrell, vista nella sesta stagione, si trova sulla Oakland Avenue a Pasadena, California. La villa, costruita nel 1914 e composta da dieci stanze da letto, è stata utilizzata per le riprese di numerose produzioni televisive, tra cui Colombo e La signora in giallo. Nella settima stagione, il moderno palazzo di vetro sede della Yakonomo Corporation, che nella serie si trova in Texas, in realtà è il quartier generale della potente agenzia di Hollywood Creative Artists Agency che si trova a Century City, a ovest di Los Angeles.

## Colonna sonora

### Sigla d'apertura

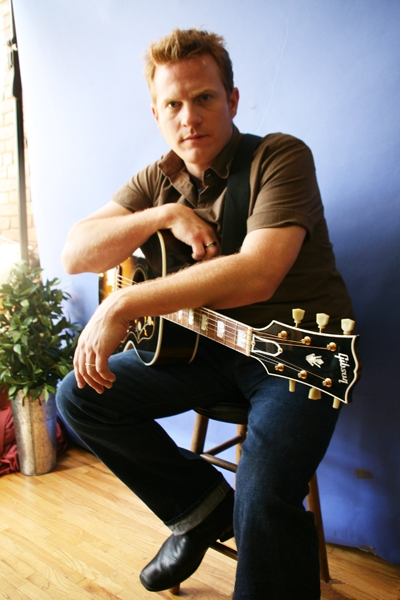
Il cantautore Jace Everett.

La sigla iniziale di True Blood è stata creata da Digital Kitchen, uno studio di produzione creatore delle sigle di note serie televisive come Six Feet Under e Dexter. La sigla è composta principalmente da immagini che rappresentano il profondo Sud degli Stati Uniti d'America, intervallate da scene di sesso, violenza e religione, il tutto accompagnato dal brano di Jace Everett Bad Things.
La sigla esplora l'idea di redenzione e di perdono, e quindi Digital Kitchen ha predisposto le sequenze passando dal giorno al notte, per sfociare in un battesimo. La maggior parte delle immagini utilizzate nella sigla sono state realizzate da Digital Kitchen. I membri dello studio hanno effettuato un viaggio di quattro giorni in Louisiana per varie riprese, in seguito hanno girato in una chiesa di Chicago e in un bar di Seattle. Inoltre, alcuni membri della Digital Kitchen appaiono nella sigla.
Durante il montaggio della sigla, Digital Kitchen ha voluto esprimere "fanatismo religioso" e "energia sessuale" come elementi di corruzione umana, per questo diversi fotogrammi di alcune scene sono stati tagliati per dare una sensazione di movimenti di nervosismo, mentre altre scene sono semplicemente riprodotte molto lentamente. Singoli fotogrammi sono stati anche sporcati di gocce di sangue.
Per realizzare la sigla sono state utilizzate diverse tecniche fotografiche, tra cui la tecnica di trasferimento Polaroid, che consiste nel separare l'immagine dal supporto Polaroid, ottenendo così un'immagine sottilissima e trasparente. Per elencare il cast e la produzione sono stati utilizzati otto diversi caratteri tipografici creati manualmente da Camm Rowland, ispirandosi alla segnaletica stradale del Sud.
La sigla ha ottenuto una candidatura agli Emmy Awards nella categoria "Outstanding Main Title Design" e nel 2010 si è classificata alla posizione numero 5 tra le 10 sigle televisive più votate dai lettori di TV Guide.

### Musiche
Gary Calamar, supervisore musicale per la serie, ha dichiarato che il suo intento era realizzare una colonna sonora dalle atmosfere umide e paludose della Louisiana. Le musiche delle serie sono composte da Nathan Barr, che per la partitura originale si è avvalso di strumenti come violoncello, chitarra e pianoforte.
Il tema principale è la canzone Bad Things interpretata dal cantante country Jace Everett, estratta dal suo eponimo album di debutto del 2005. Per il loro contributo musicale, Nathan Barr e Jace Everett hanno vinto entrambi un Broadcast Music Incorporated.

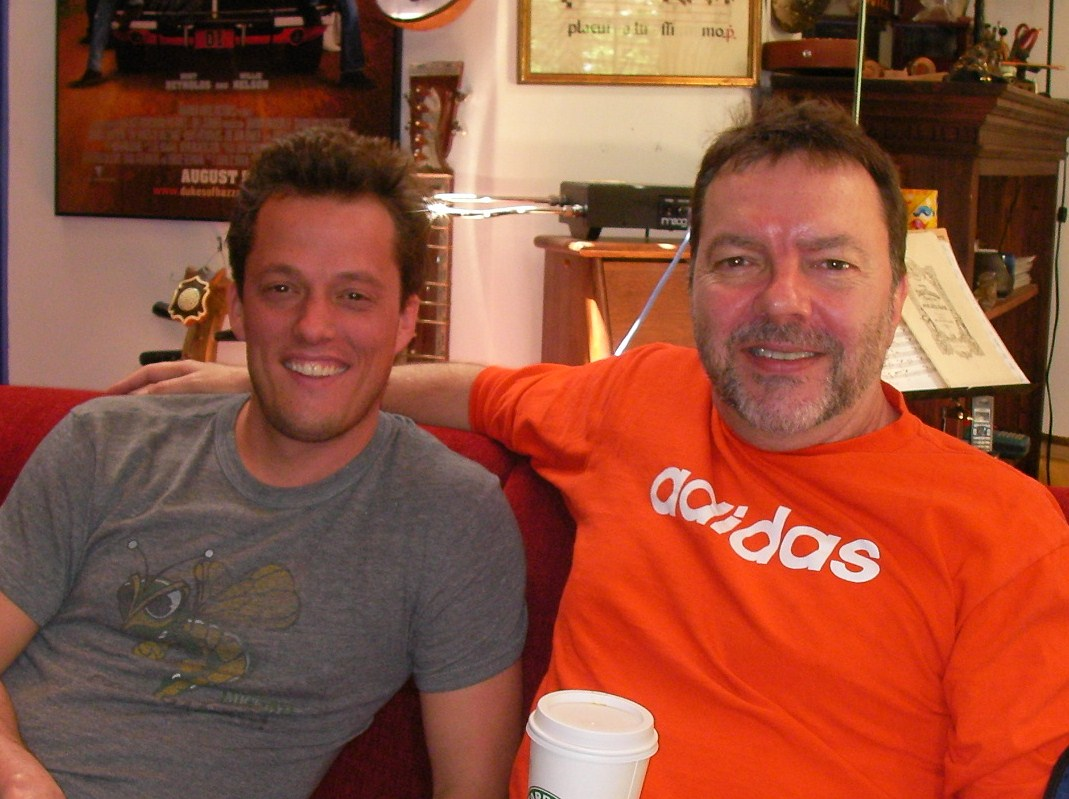
Il compositore Nathan Barr con il creatore della serie Alan Ball.

Il titolo originale di ogni episodio prende il nome da un brano contenuto nella colonna sonora dell'episodio stesso, tutti i brani fanno parte della musica popolare e cristiana statunitense. I brani presenti in ogni episodio spaziano attraverso generi diversi, dal pop al rock concentrandosi principalmente sul genere country. La colonna sonora di True Blood è stata pubblicata su etichetta Elektra/Atlantic Records il 19 maggio 2009, stesso giorno della distribuzione del DVD e Blu-ray Disc della serie. Invece la colonna sonora con le musiche originali di Nathan Barr è stata pubblicata su CD su etichetta Varèse Sarabande, in data 8 settembre 2009.
Per il lancio promozionale della seconda stagione, il cantautore Bob Dylan ha concesso l'utilizzo del suo brano Beyond Here Lies Nothin', brano incluso nel suo album del 2009 Together Through Life. Il brano dà il titolo all'ultimo episodio della seconda stagione. In alcuni spot televisivi realizzati per pubblicizzare la seconda stagione è stato usato come sottofondo musicale la canzone Feeling Good, nella versione del gruppo rock britannico dei Muse. In occasione del finale della seconda stagione la HBO ha prodotto e realizzato un videoclip musicale usando il brano dei Depeche Mode Corrupt, incluso nel loro album del 2009 Sounds of the Universe. Il video mostra i Depeche Mode eseguire il brano in uno studio di registrazione, intervallando le immagini con segmenti promozionali degli interpreti della serie.
La prima compilation per la colonna sonora di True Blood ottiene una candidatura all'edizione 2010 dei Grammy Awards, nella categoria "Best Compilation Soundtrack Album For Motion Picture, Television Or Other Visual Media".
Nell'estate del 2010 il rapper Snoop Dogg ha realizzato un singolo tributo alla serie e alla sua protagonista, intitolato Oh Sookie. Del singolo è stato realizzato anche un videoclip diretto da Dylan "Pook" Brown, in cui il rapper statunitense arriva in visita nella cittadina di Bon Temps eseguendo il brano di fronte al Merlotte's, locale che fa da sfondo, in parte, alle vicende della serie, attorniato da ballerine vestite con la divisa da cameriera della protagonista Sookie Stackhouse.
Alla seconda compilation hanno preso parte vari artisti che hanno regalato alla serie dei loro inediti., come Bad Blood di Beck, il duetto Kiss Like Your Kiss di Lucinda Williams e Elvis Costello, e How to Become Clairvoyant di Robbie Robertson.
La compilation ha ottenuto due candidature ai Grammy Awards, nella categoria "Best Compilation Soundtrack Album For Motion Picture Television Or Other Visual Media" e nella categoria "Best Song Written For Motion Picture, Television Or Other Visual Media" per il brano Kiss Like Your Kiss di Lucinda Williams ed Elvis Costello.
In occasione dell'episodio finale della terza stagione, il cantautore Jace Everett ha realizzato una cover di Evil di Willie Dixon, con la supervisione di Gary Calamar e CC Adcock.
Per il primo episodio della quarta stagione, Nick Cave ha realizzato una cover di She's Not There dei The Zombies, eseguita in duetto con Neko Case. Il brano è stato utilizzato per la chiusura dell'episodio, al posto della scelta iniziale, ovvero la cover di She's Not There di Carlos Santana, inclusa nel suo album del 1977 Moonflower. Per l'ultimo episodio della quarta stagione, intitolato And When I Die, è stato utilizzato l'omonimo brano scritto da Laura Nyro nel 1966 per il gruppo folk Peter, Paul and Mary. Per l'episodio era stata inizialmente scelta la celebre versione dei Blood, Sweat & Tears, ma infine è stata realizzata una nuova versione ad opera del gruppo britannico The Heavy.
Per la quinta stagione il supervisore musicale del serie Gary Calamar e il compositore James Combs, hanno scritto il brano Let's Boot and Rally, che dà il titolo al quinto episodio, interpretato in duetto da Iggy Pop e Bethany Cosentino dei Best Coast.
Finora sono state pubblicate quattro compilation, con i brani presenti nei vari episodi della serie:
- True Blood: Music from the HBO Original Series
- True Blood: Music from the HBO Original Series Volume 2
- True Blood: Music from the HBO Original Series Volume 3
- True Blood: Music from the HBO Original Series Volume 4

## Universo diTrue Blood

### Mitologia
Vampiri (Vampires) – Nella serie televisiva, i vampiri cercano di integrarsi con gli umani, dopo che una società giapponese ha inventato un sangue sintetico in grado di mantenerli in vita senza il bisogno di nutrirsi di sangue umano. Nonostante i vampiri vivano a stretto contatto con gli esseri umani, rimangono molto legati alle loro leggi e tradizioni. Ogni Stato degli Stati Uniti d'America è rappresentato da una monarchia, controllata da un unico vampiro noto come re o regina, ed è suddiviso in aree controllate da uno sceriffo.
I vampiri sono creature forti e veloci, con alcuni sensi estremamente sviluppati come udito, olfatto e la vista. Essi hanno la capacità di rimanere completamente immobili, inespressivi e silenziosi, sono in grado di ammaliare e controllare le menti degli esseri umani e alcuni di essi possono anche volare. Il sangue dei vampiri assunto in piccole dosi è un potente allucinogeno per gli esseri umani (conosciuto come "V"), mentre in maggiori quantità è curativo, guarendo rapidamente ferite e rendendo l'umano più forte e vitale; inoltre, quando un essere umano beve il sangue di un vampiro si instaura un legame psichico tra loro ed una forte attrazione fisica. Un vampiro è costretto ad obbedire al suo creatore, il vampiro responsabile della sua trasformazione, con cui instaura una sorta di legame di parentela. Possono morire solo se trafitti da un paletto, bruciati, decapitati o rimanendo esposti a lungo alla luce del sole. L'argento è un materiale altamente tossico per loro. A differenza delle credenze sui vampiri tradizionali, i vampiri della serie TV non subisco nessun effetto dalla vista di un crocifisso o dalla vicinanza di aglio o acqua santa. Tuttavia, come i vampiri tradizionali, non possono entrare in una casa se non espressamente invitati.

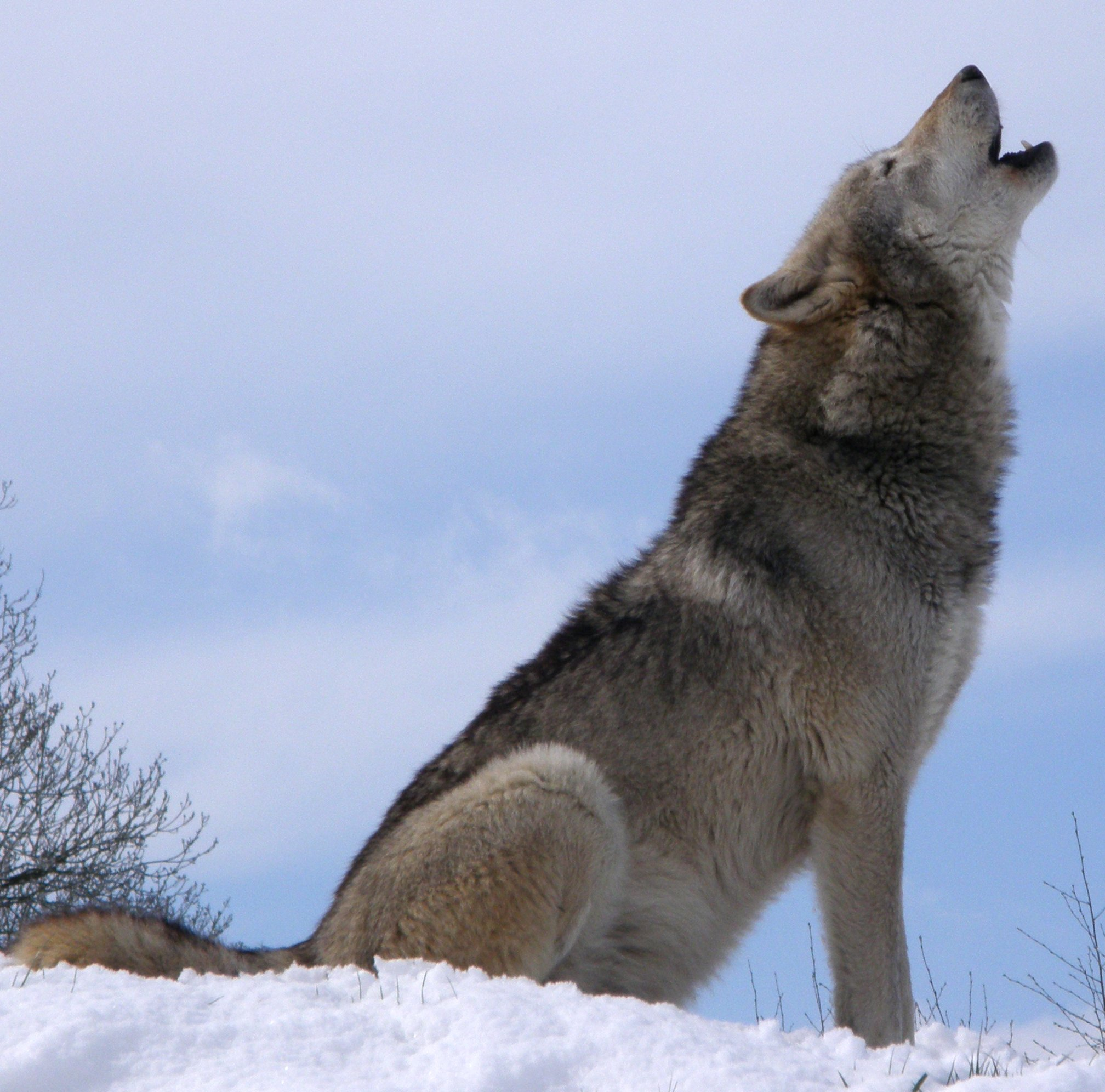
Esemplare di lupo grigio, razza utilizzata per rappresentare i lupi mannari nella serie TV.

Mutaforma (Shapeshifters) – I mutaforma sono creature che possono assumere le sembianze di qualsiasi animale, trasformandosi a loro piacimento dopo aver visto un animale da cui trarre modello. Spesso i mutaforma si trasformano in animali a cui sono legati da una certa affinità. Ma non possono prendere le sembianze di altri esseri umani, acquisiscono questa abilità solo dopo aver ucciso, volontariamente o involontariamente, un altro mutaforma con cui sono legati da vincoli familiari. In generale, la trasformazione svanisce quando si addormentano. Generalmente nascono da una coppia dove almeno un genitore è un mutaforma. Vivono la loro condizione in segreto, senza rivelare la loro esistenza al mondo come hanno fatto i vampiri. I mutaforma possono essere uccisi come un normale essere umano.
Skinwalker – Gli skinwalkers sono i mutaforma che hanno acquisito la capacità di trasformarsi in esseri umani. Secondo la leggenda delle tribù Navajo, per ottenere questo potere un mutaforma deve uccidere un altro mutaforma appartenente alla propria famiglia. Dopo ogni episodio di skinwalking un mutaforma soffre di febbre alta e vomita sangue. Nella serie gli skinwalker conosciuti sono Luna Garza e Tommy Mickens.
Lupi mannari (Werewolves) – I lupi mannari sono dei mutaforma il cui animale affine è il lupo e hanno un atteggiamento di superiorità verso i mutaforma generici tanto che non si riconoscono in questo nome e non possono trasformarsi in qualcosa diverso da un lupo. Solo due lupi mannari purosangue possono mettere al mondo un altro lupo mannaro, stato che viene passato di generazione in generazione. Possono trasformarsi a loro piacimento, ma la luna piena può provocare trasformazioni involontarie, sia a loro sia ai semplici mutaforma. I lupi mannari vivono generalmente in branchi, comandati da un maschio Alfa, sono territoriali, estremamente sensibili agli odori e ai suoni, e con una forte propensione per la caccia. A differenza dei vampiri, tengono nascosta al mondo la loro esistenza.
Pantere mannare (Were Panthers) – Le pantere mannare sono una specie in via di estinzione che vive isolata dal mondo in piccole comunità. A causa del pericolo di estinzione, cercano costantemente di procreare, anche tra consanguinei. Essi sono puri e poco intelligenti, possiedono dei veri istinti animaleschi, anche quando non sono trasformati. Possono trasformarsi in pantera ogni volta che vogliono. Una pantera mannara nasce da due pantere mannare purosangue. Se un umano viene morso da una pantera mannara, si trasformerà per metà alla prima luna piena, in una sorta di ibrido tra essere umano e pantera.
Fate (Faeries) – Le fate sono un'antica razza di creature intelligenti, pioniere della coscienza e della bellezza. Dopo aver contribuito allo sviluppo umano, sono state costrette a stabilirsi in un'altra dimensione per evitare l'estinzione a causa dei vampiri. Questi sono infatti molti attratti dalle fate, per via del potere del loro sangue che permette loro di esporsi senza conseguenze alla luce del sole. Se morsa, una fata non può essere trasformata in vampiro. La regina delle fate ha intenzione di rintracciare tutte le fate rimaste sulla Terra e portarle nella loro dimensione per salvaguardare la loro razza. Le fate sono dotate di vari poteri, tra cui una potente energia che scaturisce dalle loro mani e il potere di creare illusioni, grazie al quale si presentano come creature incantevoli per nascondere il loro lato oscuro.
Mezzosangue (Halfling) – Sono degli ibridi nati dall'accoppiamento tra una fata e un essere umano. Sono una specie rara che possiede poteri limitati rispetto alle fate. Ognuno di loro ha una "fata madrina" che li guida e protegge. Nella serie i mezzosangue conosciuti sono la protagonista Sookie Stackhouse e le quattro figlie di Andy Bellefleur, nate dal flirt tra lo sceriffo e la fata Maurella.
Streghe (Witches) – Le streghe sono essenzialmente delle Wiccan neopagane, di natura benigna e olistica. Praticano la magia nera e la magia bianca a seconda della natura benigna o maligna della praticante. Hanno il potere di controllare i morti, e per questo motivo sono una minaccia per i vampiri. Praticano la negromanzia, con cui cercano di evocare gli spiriti dalla morte.
Fantasmi (Ghosts) – Sono spiriti di persone decedute che si manifestano, con intenti benigni o maligni. Essi possono possedere le persone, attraverso il corpo e la mente, con capacità da medium.
Nelle corso della serie vengono menzionate altre figure mitologiche o del folklore popolare; Maryann Forrester, antagonista principale della seconda stagione, è una menade devota a Dioniso, Jesus Velasquez si rivela essere un brujo, uno stregone della cultura latinoamericana. Nella quinta stagione viene menzionato l'ʿIfrīt, creatura soprannaturale fatta di fuoco e fumo presente nella cultura araba e islamica.

### Luoghi immaginari

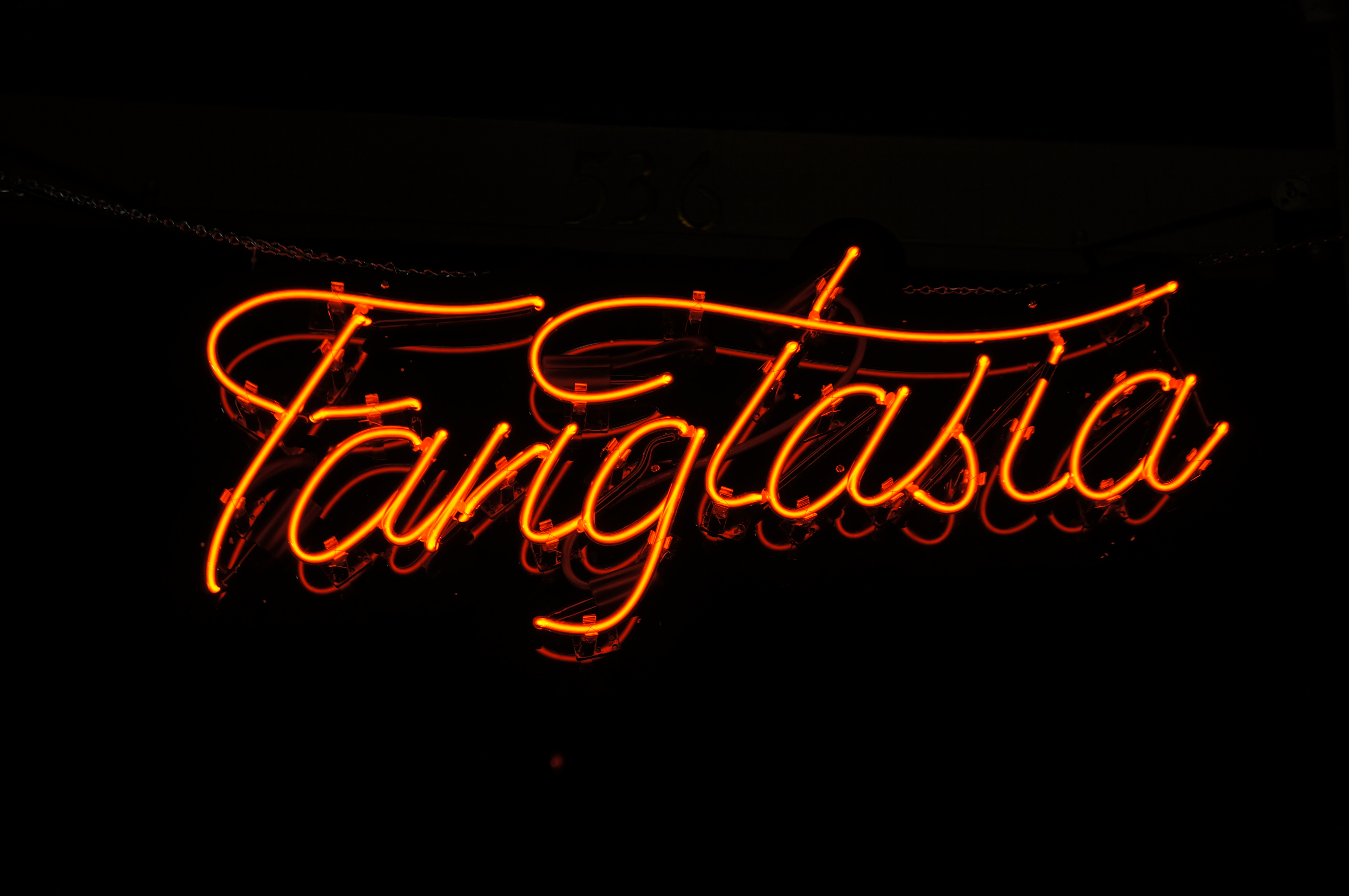
Logo del Fangtasia

Bon Temps – Piccola cittadina nel nord della Louisiana, situata nell'altrettanto immaginaria parrocchia di Renard (equivalente di contea) vicino a Shreveport, dove si svolgono le principali vicende della serie. Fondata nei primi anni del 1800, la cittadina ha origini franco-americane, infatti la parola bon temps in francese significa bei tempi. Alla fine della sesta stagione Sam Merlotte diventa il sindaco della città.
Merlotte's Bar and Grill – Bar ristorante situato a Bon Temps di proprietà del personaggio di Sam Merlotte e dove lavora come cameriera la protagonista Sookie Stackhouse. Nel primo episodio, Uno strano incontro, veniamo a sapere che Bill Compton è il primo vampiro a entrare nel locale. Alla fine della sesta cambia nome in Bellefleur's Bar and Grill e Arlene diventa la nuova proprietaria.
Fangtasia – Locale per vampiri situato a Shreveport, gestito dallo sceriffo dell'Area 5 Eric Northman e dalla sua vice Pam. Il locale è frequentato anche da umani, amanti dei vampiri o semplici curiosi. Nel 1986 Eric viene nominato sceriffo dell'Area 5 e lui e la sua progenie Pam vengono costretti dall'Autorità a gestire un videonoleggio. Nel 2006, grazie ad un'idea di Ginger, poi rubata da Pam, il videonoleggio viene trasformato nel nightclub Fangtasia.
Hotspot – Piccolo villaggio bidonville dove vive la comunità di pantere mannare e dove la famiglia Norris spaccia illegalmente il V.
Hot Wings – Esclusivo e segreto strip club di burlesque, che serve anche come luogo sicuro per le fate che cercano rifugio dai vampiri. Il club non è visibile all'occhio umano e si trova nel mezzo di un campo in una zona non ben precisata della Louisiana. Il club è di proprietà di Claude Crane, che lo gestisce assieme alle numerose sorelle.
Fairyland o Mondo delle fate – È un luogo, situato in una dimensione parallela, dove le fate hanno trovato rifugio dopo essere state braccate per anni dai vampiri. È un mondo fatto perlopiù di illusioni, dove il tempo scorre più lento rispetto alla realtà.

### Organizzazioni
Compagnia del Sole (Fellowship of the Sun) – Nella serie, come nei libri, la Chiesa della Compagnia del Sole, che si trova nei pressi di Dallas, è guidata dal reverendo Steve Newlin. È contro l'integrazione dei vampiri nella società e il loro riconoscimento come cittadini americani. Ha un esercito paramilitare chiamato "Soldati del Sole". Alla fine della seconda stagione viene definitivamente sconfitta e smantellata.
Autorità (Authority) – Consiglio clandestino semi-religioso composto da un numero di vampiri politicamente potenti, che rappresenta l'autorità massima su tutti i vampiri del mondo, inizialmente concepito per proteggere il sangue di Lilith, il primo vampiro. L'Autorità è guidata da oltre 400 anni dal Guardiano Roman Zimojic, che lavora in segreto per acquisire il potere assoluto sulla razza dei vampiri. Utilizzando la tecnologia e una polizia segreta, l'Autorità controlla ogni aspetto della società vampirica istituzionalizzata, dai monarchi alla Lega Americana dei Vampiri, impostando leggi e risolvendo tutte le controversie.
Sanguinisti (Sanguinista) – Movimento di vampiri ribelli nato dopo la Grande Rivelazione, contrari all'integrazione con gli umani e desiderosi di annientare l'Autorità per i suoi secoli di oppressione. I Sanguinisti credono nell'interpretazione letterale della Bibbia dei Vampiri, in cui si afferma che gli esseri umani non sono altro che nutrimento per i vampiri e che qualsiasi forma di rapporto tra vampiri e umani è considerata blasfemia. Nonostante abbiano diverse ideologie, l'Autorità e i Sanguinisti condividono una comune venerazione per Lilith, che è considerata il primo vampiro ed è adorata come una Dea.
Lega Americana dei Vampiri (American Vampire League) – Organizzazione politica incentrata sulle relazioni pubbliche della comunità vampirica degli Stati Uniti e sulla promozione dei diritti dei vampiri. La Lega sostiene l'emendamento per i diritti dei vampiri, che mira a dare uguaglianza di diritti tra vampiri e umani. La Lega serve inoltre come immagine pubblica della comunità vampirica e segue gli ordini dell'Autorità. Inizialmente la sua portavoce è stata Nan Flanagan, prima che fosse assassinata, successivamente è stato nominato nuovo portavoce Steve Newlin, divenuto un vampiro e un tempo contrario ai vampiri e capo della Compagnia del Sole.
Branco (Pack) – Comunità di lupi mannari in una determinata località. Ogni branco è guidato da un leader, un maschio alfa definito capobranco (packmaster). Il branco si riunisce ogni luna piena per decidere le prossime mosse del gruppo nei confronti di ogni situazione.
Congrega (Coven) – Comunità o raduno di streghe, comunemente note per le loro pratiche di magia e stregoneria. La prima congrega è apparsa nella quarta stagione guidata da Marnie.
Patrioti Umani per l'America (Obamas) – Gruppo razzista, in stile Ku Klux Klan, che utilizza maschere del Presidente degli Stati Uniti Barack Obama per celare le proprie identità. L'ideologia del gruppo è eliminare tutte le creature sovrannaturali per la salvaguardia della specie umana.
Anubis Airlines – Compagnia aerea creata per il trasporto dei vampiri, sia di notte che di giorno. La compagnia fornisce voli sicuri e il massimo comfort per tutti i loro clienti, che vengono trasportati in apposite bare high-tech.
Yakonomo Corporation – Società giapponese che ha inventato e commercializzato il True Blood. La società si ritrova sull'orlo del fallimento dopo la diffusione dell'epatite V attraverso il True Blood contaminato.

### Terminologia
True Blood – Sangue sintetico sviluppato da un team di scienziati giapponesi che consente ai vampiri di alimentarsi senza il bisogno di sangue umano. Come una comune bibita, viene venduto in bottiglie di plastica in bar e supermarket.
V – È sangue di vampiro utilizzato come farmaco dagli esseri umani, per via dei suoi poteri curativi. Permette anche la cura immediata tramite ingestione o l'applicazione del sangue su una ferita. L'assunzione in piccole dosi, una o due gocce, genera nell'essere umano allucinazioni, l'aumento della libido e una forte dipendenza, per questo viene venduto come una droga sul mercato nero.
iStake (Autopaletto nella versione italiana) – Dispositivo inventato da Molly e utilizzato dall'Autorità per controllare i vampiri problematici. Il dispositivo viene legato al petto del vampiro con una punta di legno mirata verso il cuore, se attivato può uccidere più veloce di un proiettile. Può essere attivato mediante un'applicazione iPhone, da qui il suo nome.
Creatore e progenie – Un creatore è un vampiro che ha trasformato in vampiro un essere umano, questo nuovo vampiro viene definito la sua progenie, stabilendo tra loro un forte legame simile a quello familiare. Il creatore ha il compito, ma non l'obbligo, di insegnare alla sua progenie a sopravvivere come vampiro, come nutrirsi, ammaliare e trovare un posto adatto per dormire di giorno. Il legame fra progenie e creatore è molto forte, ed un creatore può rivolgersi alla sua progenie imponendogli degli ordini, solitamente utilizzando prima della richiesta la formula "Come tuo creatore ti ordino di...": posta in questo modo, la progenie non può esimersi dal portare a termine il compito affidatole. In qualunque momento il creatore può liberare la propria progenie da questo legame, ma spesso questa separazione è vissuta con profondo dolore da entrambi ed avviene solitamente in condizioni particolari.
Fangbanger (o Scopavampiri) – Termine dispregiativo per definire gli esseri umani che hanno rapporti sessuali con i vampiri, utilizzato principalmente da umani con i pregiudizi anti-vampiri. La maggior parte dei fangbangers inoltre permette ai vampiri di nutrirsi di loro.
Vera morte (True Death) – I vampiri vedono la loro età dal giorno in cui sono stati vampirizzati che considerano il momento della loro nascita dopo la morte umana, la vera morte non è nient'altro che la loro morte da vampiri.
Epatite V (Hepatitis V) – Virus altamente fatale per i vampiri, modificato in laboratorio dal ceppo dell'epatite D dal Dr. Overlark e dal suo team. I soggetti colpiti dal virus manifestano indebolimento, l'oscuramento delle vene, dolori, bruciori, fino alla vera morte, che avviene nel giro di 24/48 ore.

### Eventi
Grande Rivelazione – È il giorno in cui i vampiri si sono manifestati al mondo, dichiarando la loro esistenza. I vampiri hanno deciso di "uscire allo scoperto" nel 2006 dopo l'invenzione del True Blood, un sostituto del sangue creato dagli scienziati giapponesi. Dopo una serie di dibattiti, l'Autorità ha deciso in favore dell'integrazione nel mondo umano. La società si è spaccata in due, dall'accettazione generale dei vampiri in alcuni paesi alle proteste su larga scala in altri.
Inquisizione spagnola – Nel corso della quarta stagione viene mostrata una rilettura dell'inquisizione spagnola, quando nel XVII secolo le donne venivano mandate al rogo con l'accusa di eresia e stregoneria. In True Blood viene raccontato che vampiri infiltrati nella Chiesa cattolica tormentarono e violentarono una congrega di streghe in Spagna guidate da Antonia. Prima di morire sul rogo, Antonia lanciò un potente incantesimo che spinse i suoi torturatori e tutti gli altri vampiri della città ad esporsi al sole bruciando insieme a lei, alimentando l'odio secolare tra streghe e vampiri.

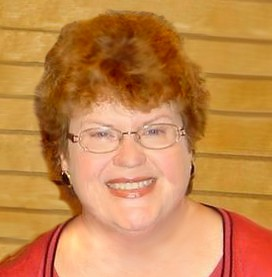
Charlaine Harris, autrice dei romanzi da cui è tratta la serie.

## Campagna virale

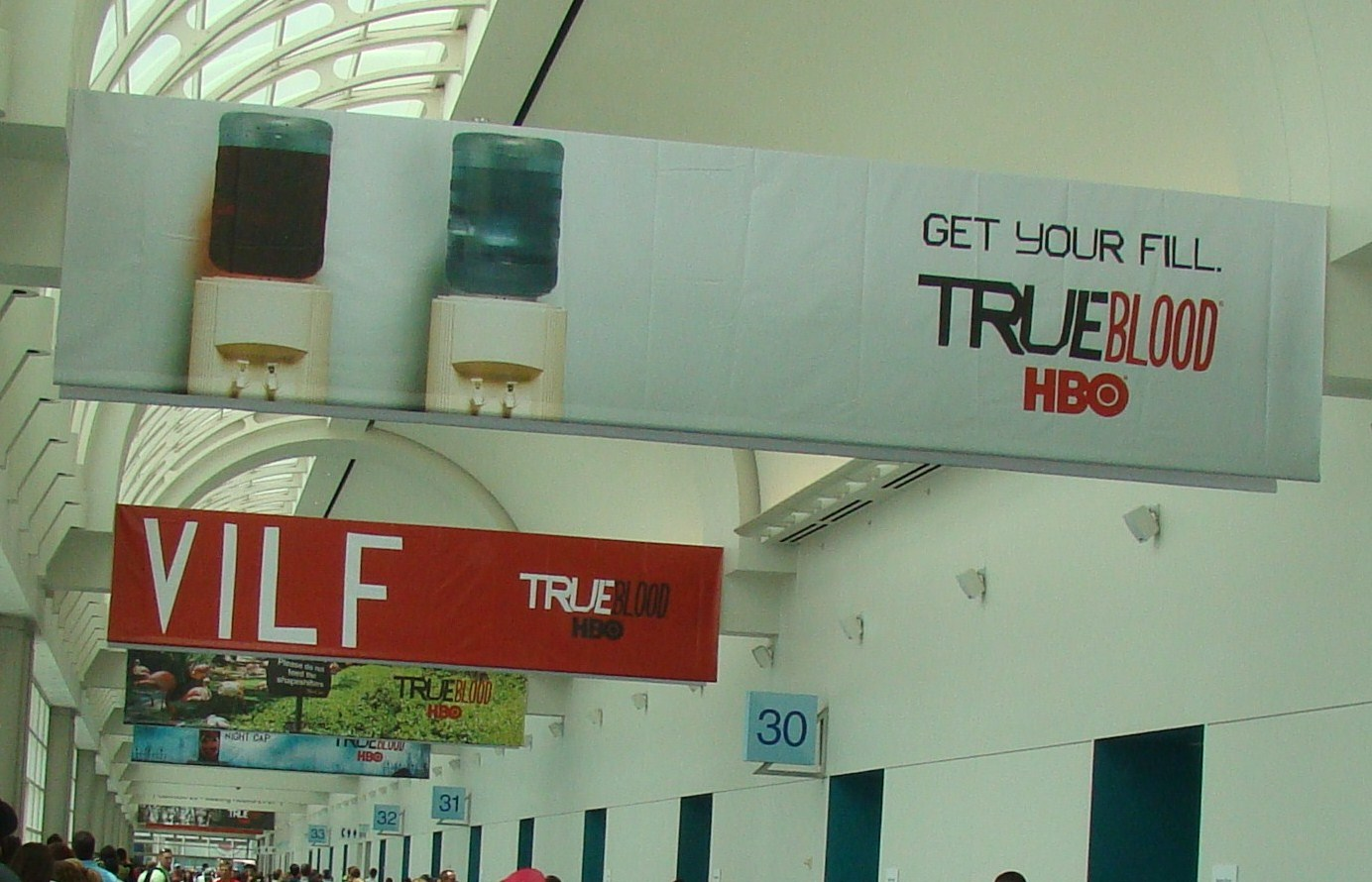
Affissioni pubblicitarie per promuovere la terza stagione a San Diego.

Per il lancio della serie è stata realizzata una massiccia campagna di marketing virale, definita dal New York Times la più grande campagna che HBO ha intrapreso. Iniziata il 30 maggio 2008 con l'invio di lettere misteriose e codificate a vari siti internet, le lettere in questione erano scritte in un linguaggio antico, difficile da decifrare, in seguito furono disseminati in rete vari indizi. La campagna infine si concentra su due siti, uno dei quali, Reveneantones.com, era un fittizio forum per vampiri. Successivamente fu aperto il blog BloodCopy dedicato al risolvere i misteri delle lettere.
Il 30 giugno 2008 HBO lancia il sito ufficiale della serie, dove viene lanciato un fumetto on-line, in cui si raccontano gli avvenimenti precedenti l'inizio della serie TV, nello stesso momento fu aperto il sito pubblicitario Tru Blood Beverage che sponsorizza l'immaginaria bevanda per vampiri. Molti elementi che hanno costituito la campagna sono stati presi direttamente da romanzi della Harris, tra cui la Compagnia del sole, una fittizia organizzazione di orientamento religioso che si batte contro i diritti dei vampiri. Tra i numerosi siti fittizi legati alla serie, è stato creato anche un sito sulla Compagnia del Sole, gruppo antagonista dei vampiri sia nella serie che nel ciclo di romanzi.
La locandina della serie ritrae una bocca di donna color rosso sangue, in cui un rivolo di sangue scivola al lato delle labbra, raccolto dalla punta della lingua. Curiosità vuole che la locandina della serie sia molto simile alla locandina del film Jennifer's Body, ma entrambe le locandine si ispirano ad una celebre fotografia che ritrae l'attrice Angelina Jolie.
Dopo aver creato la sigla iniziale di True Blood, l'agenzia Digital Kitchen ha collaborato nuovamente con HBO per la promozione della seconda stagione. Digital Kitchen ha siglato una partnership con sei marchi (Monster.com, Mini, Harley-Davidson, Gillette, Geico e Ecko Unlimited) per il lancio di campagne pubblicitarie incentrate sui vampiri, come normali fruitori del prodotto. Ad esempio, il marchio Gillette ha presentato una edizione speciale per vampiri uno dei suoi modelli di rasoi, mentre la pubblicità per la Mini decappottabile rossa era accompagnato dallo slogan "Sentire il vento sulle zanne".

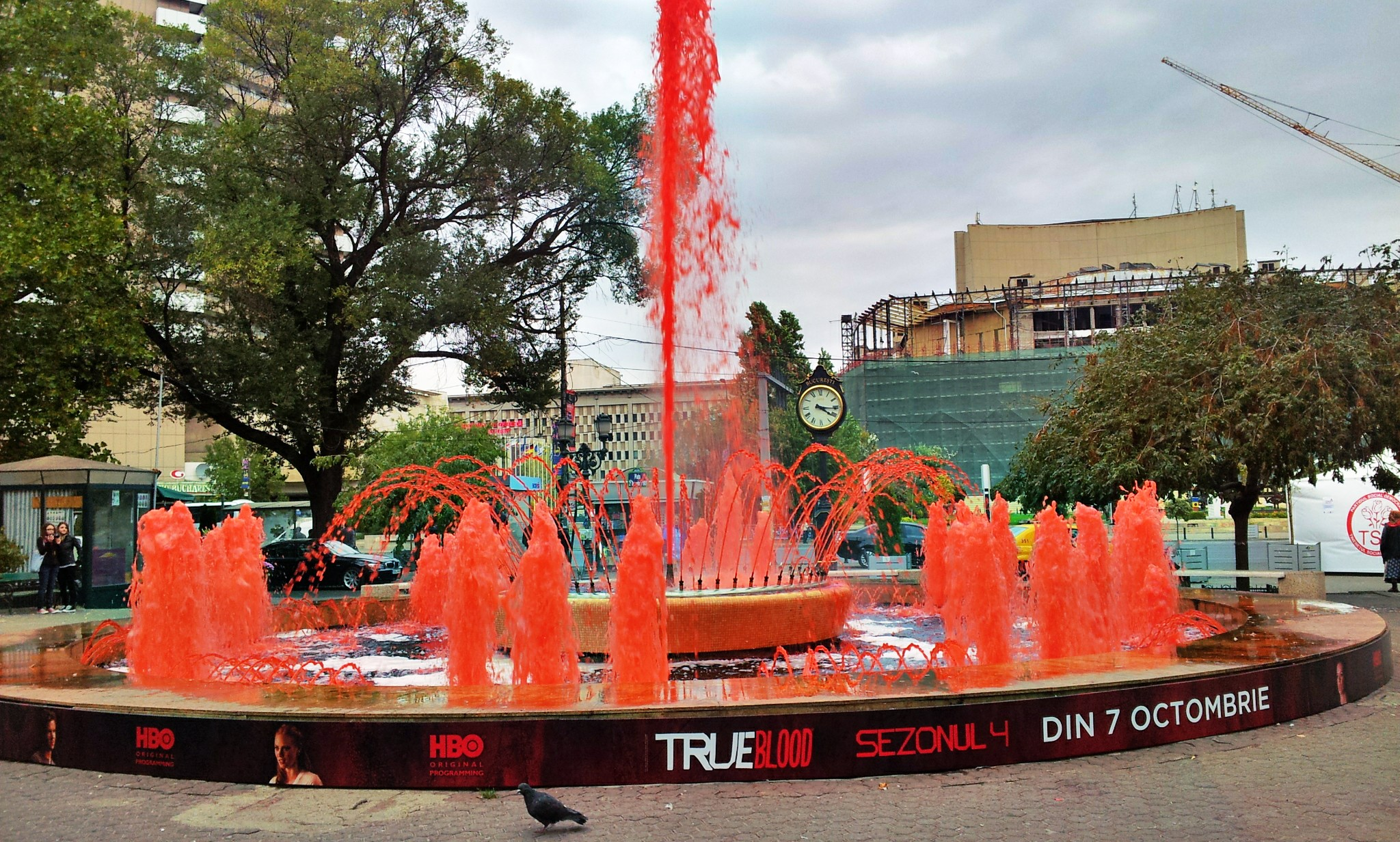
Fontana "insanguinata" a Bucarest per la promozione della quarta stagione.

Le pubblicità sono state diffuse sulle riviste US Weekly, TV Guide, The New York Times e New York Magazine, oltre a vari spot pubblicitari trasmessi sulla CNN.
In occasione delle messa in onda della seconda stagione in Francia, il 5 novembre 2009 è stata organizzata una festa all'Hard Rock Cafe di Parigi. Nel corso della serata, in cui diversi attori della serie erano presenti (Alexander Skarsgård, Sam Trammell, Rutina Wesley e Michelle Forbes), il ristorante è stato decorato come l'universo della serie e sono stati mostrati i primi due episodi della seconda stagione. Sempre in Francia per la terza stagione nei Virgin Megastore sono stati installati diversi erogatori di sangue.
Per promuovere la quarta stagione in Romania, una fontana di Bucarest è stata tinta di rosso sangue, iniziativa simile alla promozione della seconda stagione di Dexter nel 2007. Nell'ottobre 2012, in concomitanza con la messa in onda in Italia della quinta stagione, gli attori Kristin Bauer van Straten, Alexander Skarsgard e Valentina Cervi hanno partecipato alla RomaFictionFest, dove è stato presentato in anteprima il primo episodio della stagione.

## Merchandising

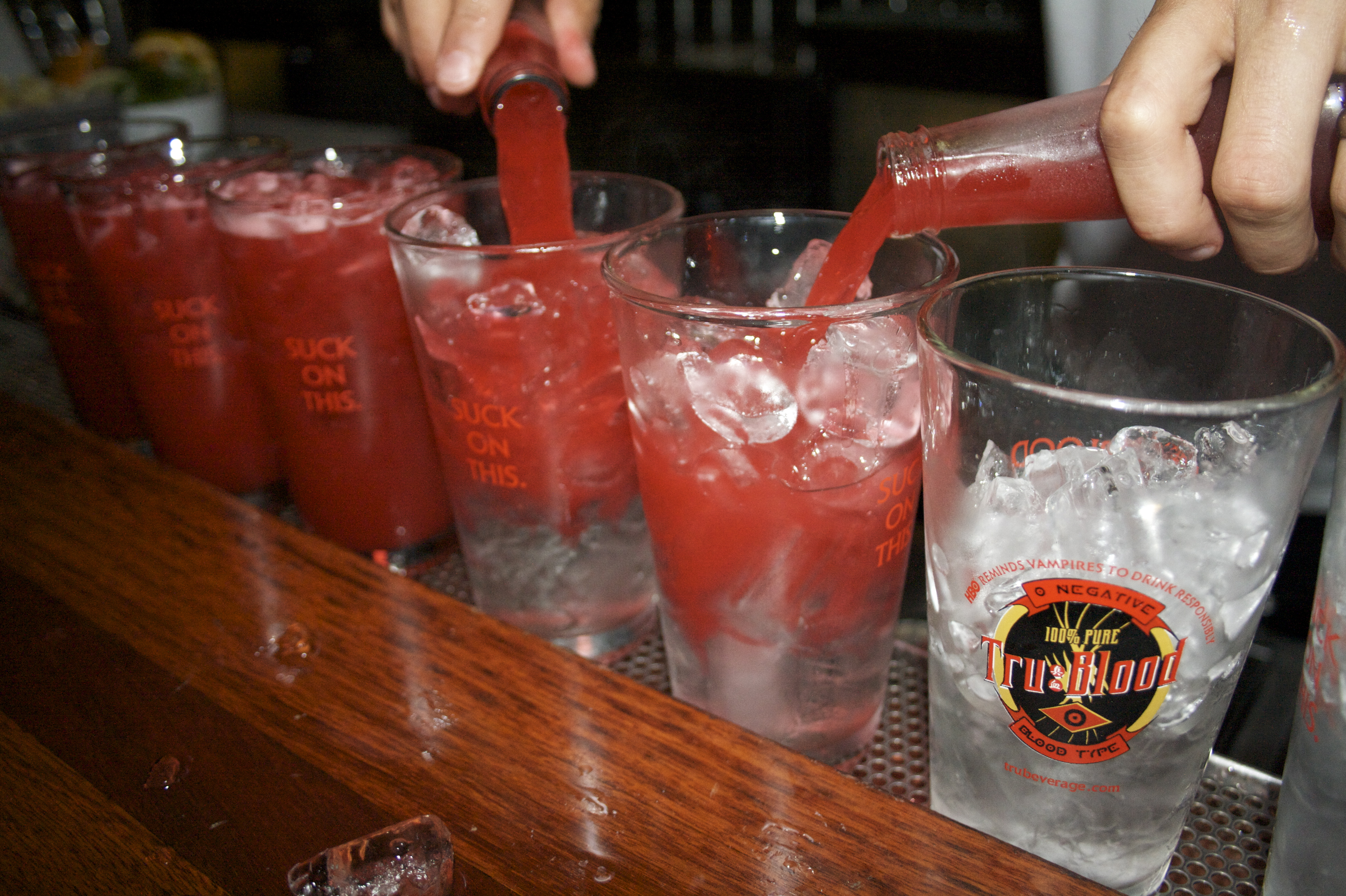
La bevanda Tru Blood.

In occasione del San Diego Comic-Con 2009 è stata annunciata la commercializzazione della fittizia bevanda Tru Blood, messa in commercio a partire dal 10 settembre 2009. La bevanda gassata, non a base di sangue ma di arancia rossa, viene venduta on-line in confezioni da 4 bottiglie, a prezzo di 16 dollari, o da 24, a 96 dollari. La bevanda è prodotta dalla Omni Consumer Products. Dopo la commercializzazione della bevanda, sono stati inventati tre cocktail con nomi che richiamano le tematiche vampiriche; Plasmapolitan a base di Tru Blood, limone, cointreau, e succo di lime, Death on the Beach a base di Tru Blood, succo d'ananas, vodka e liquore alla pesca, e infine il Fangbanger a base di Tru Blood e vodka.
Dopo la bevanda e numerose t-shirt legate alla serie, è stata messa in commercio un'intera linea di gioielli, anelli, braccialetti e collane, tutti ispirati alla serie televisiva. L'intera linea di gioielli, creata dal designer newyorkese Udi Behr, è stata presentata in uno stand della HBO durante gli Emmy 2009.
Il 15 settembre 2009, HBO ha presentato una richiesta per la registrazione del marchio commerciale alla United States Patent and Trademark Office per un possibile futuro videogioco basato su True Blood. Nell'estate 2010, sono stati commercializzati i busti di alcuni personaggi della serie, tra cui Sookie, Eric e Bill. Nell'estate 2014, nella linea "Pop! Television", la Funko ha messo in commercio le action figure in versione manga di Sookie, Bill, Alcide, Eric, Pam e Lafayette.

### Fumetto
All'inizio di aprile 2010 viene annunciata la realizzazione di una serie a fumetti ispirata al telefilm, frutto dell'accordo tra HBO e IDW Publishing. Il progetto coinvolge, oltre a Ball, vari sceneggiatori della serie, e il disegnatore italiano David Messina. Il primo numero è stato presentato in anteprima al San Diego Comic-Con, che ha avuto luogo alla fine di luglio 2010. In Italia il primo numero del fumetto viene pubblicato da Panini Comics in data 14 aprile 2011, sempre la Panini ha pubblicato i successivi numeri.
Sono stati pubblicati 5 graphic novel, precedentemente pubblici e suddivisi come albi:
- Adesso tutti insieme (All Together Now) – Storia di Alan Ball, David Tischman e Mariah Huehner, disegni di David Messina (17x26, 144 pp)
- Amore infetto (Tainted Love) – Storia di Marc Andreyko e Michael McMillian, disegni di Joe Corroney e J. Scott Campbell (17x26, 144 pp)
- Il quartiere francese (The French Quarter) – Storia di David Tishman e Mariah Huehner, disegni di David Messina e Claudia Balboni (17x26, 144 pp)
- Tu dov'eri? (Where Were You?) – Storia di Annie Nocenti e Michael McMillian, disegni di Michael Gaydos (17x26, 128 pp)
- Balla con me – Storia di Annie Nocenti e Michael McMillian, disegni di Michael Gaydos (17x26, 128 pp)

### Libri di ricette
True Blood: Eats, Drinks, and Bites from Bon Temps è un libro di ricette illustrato, ispirato all'universo della serie, pubblicato dal 5 settembre 2012. Il libro, contenente 85 ricette e oltre 150 foto, è stato scritto da Gianna Sobol e Alan Ball con la collaborazione di Karen Sommer Shalett, le ricette sono dello chef Marcelle Beinvenu e le fotografie curate Alex Farnum.
Nel giugno 2013 viene pubblicato True Blood: Drinks & Bites, un libro che raccoglie ricette per cocktail e aperitivi, sempre ispirati alla serie. Il libro è stato scritto da Gianna Sobol, Alan Ball e Benjamin Hayes, con ricette create da Dawn Yanagihara e fotografate da Alex Farnum.

## Doppiaggio
L'edizione italiana della serie è curata da Fox International Channels Italy, il doppiaggio viene effettuato presso i BRK Studios e in seguito da Beep! Studios di Roma sotto la direzione di Giorgio Locuratolo e Teo Bellia. I dialoghi italiani sono curati da Locuratolo, Patrizia Salmoiraghi e Fabrizio Mazzotta, quest'ultimo ha lavorato alla serie fino alla terza stagione. Nel corso della serie le voci di alcuni personaggi sono cambiate; nella prima stagione il personaggio di Sam Merlotte è stato doppiato da Loris Loddi, sostituito in seguito da Christian Iansante a causa di problemi di salute di Loddi. Dalla prima alla quarta stagione il personaggio di Tara Thornton è stato doppiato da Laura Latini, la doppiatrice è deceduta per un tumore nell'agosto 2012. Dalla quinta stagione la doppiatrice di Tara è Letizia Scifoni. I fans italiani della serie hanno sollevato alcuni dubbi e perplessità sul doppiaggio italiano, puntando il dito sulla scelta di alcune voci, ritenute poco adatte ad alcuni personaggi, e soprattutto sulla scelta di "addolcire" o cambiare radicalmente alcune frasi rispetto all'originale.
La settima e ultima stagione della serie è stata trasmessa in Italia, a 24 ore di distanza dalla trasmissione statunitense, in lingua originale sottotitolata in italiano. La scelta di trasmettere la stagione in lingua originale è dovuta al persistente sciopero dei doppiatori, iniziato il 16 giugno 2014, che ha causato una serie di problemi ai palinsesti televisivi. La versione doppiata è stata in seguito trasmessa dal 9 settembre all'11 novembre 2014.
L'edizione francese è curata dalla società Dubbing Brothers, con sede a Saint-Denis, sotto la direzione artistica di Régine Teyssot. In Spagna la serie viene doppiata dagli studio Soundub, con la direzione artistica di Miguel Ángel Montero e la traduzione di Beatriz García Alcalde, mentre in Messico il doppiaggio è a cura di DAT Doblaje Audio Traducción per SPG Studios, sotto la direzione di Roberto Molina. L'edizione tedesca della serie è opera di Berliner Synchron AG, sotto la direzione di Uli Johannson e dialoghi di Uli Johannson e Heike Schroetter.
In Brasile il doppiaggio delle prime tre stagioni della serie sono state curate dallo Studio Gábia di San Paolo, sotto la direzione di Patrícia Scalvi. Dal quarta stagione tutte le voci dei personaggi sono state cambiate quando il doppiaggio è stato affidato a MG Estúdio di Rio de Janeiro, diretto da Márcio Simões.

## Impatto nella cultura di massa

### Critica e ascolti

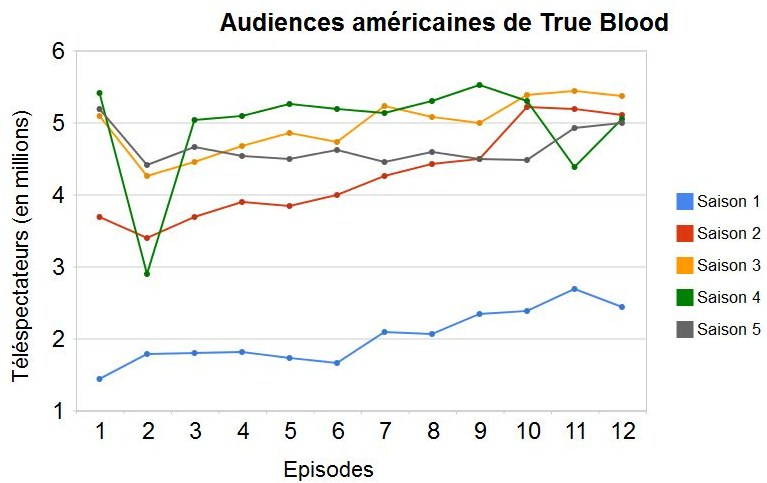
Grafico dei dati d'ascolti, riguardante gli Stati Uniti, delle prime cinque stagioni di True Blood.

A causa di molte scene di nudo, di sesso esplicito e ritenute splatter, la serie è stata più volte al centro di polemiche.
Dopo la fine della prima stagione, True Blood ha ottenuto un punteggio di 64, indicando recensioni generalmente favorevoli, su Metacritic, un aggregatore di reazioni critiche. La seconda stagione ha ottenuto un punteggio più favorevole di 74 su Metacritic, salito a 79 per quanto riguarda la terza stagione. La quarta e la quinta stagione ha ottenuto un punteggi favorevoli, 74 e 73. La sesta e la settima stagione hanno subito un calo nelle recensioni positivi, ottenendo i punteggi di 56 e 54.
Il primo episodio di True Blood ha debuttato su HBO con un risultato modesto, pari a 1.440.000 telespettatori, comparato ad altre serie del network, come Big Love e John from Cincinnati, che al loro debutto hanno riscontrato ascolti migliori. Ma episodio dopo episodio gli ascolti sono saliti, acquistando sempre più pubblico, chiudendo la prima stagione con una media di 2 milioni di telespettatori. Il primo episodio della seconda stagione ha totalizzato 3.700.000 telespettatori. L'episodio finale della seconda stagione è stato visto da oltre 5 milioni di telespettatori. La terza stagione ha visto incrementare ancor di più il suo pubblico, dai 5.110.000 del primo episodio fino ai 5.370.000 dell'episodio finale. L'undicesimo episodio della terza stagione ha totalizzato un ascolto record per HBO, ovvero 5.440.000 telespettatori. True Blood è diventata una delle serie televisive più viste di HBO dopo I Soprano ed è stata superata soltanto nel 2013 da Il Trono di Spade.

### Fandom
Per via del grande successo della serie e della varietà di personaggi e relazioni in essa contenuta, nel corso delle stagioni, oltre ad un vasto fandom formato da appassionati provenienti da tutto il mondo, si è sviluppato il fenomeno, per lo più internettiano, dello shipping. Sono nati vari gruppi, denominati team, a sostegno di un personaggio come partner ideale per la protagonista Sookie. Per questo i fan della serie si suddividono in "Team Bill", "Team Eric" e "Team Alcide".

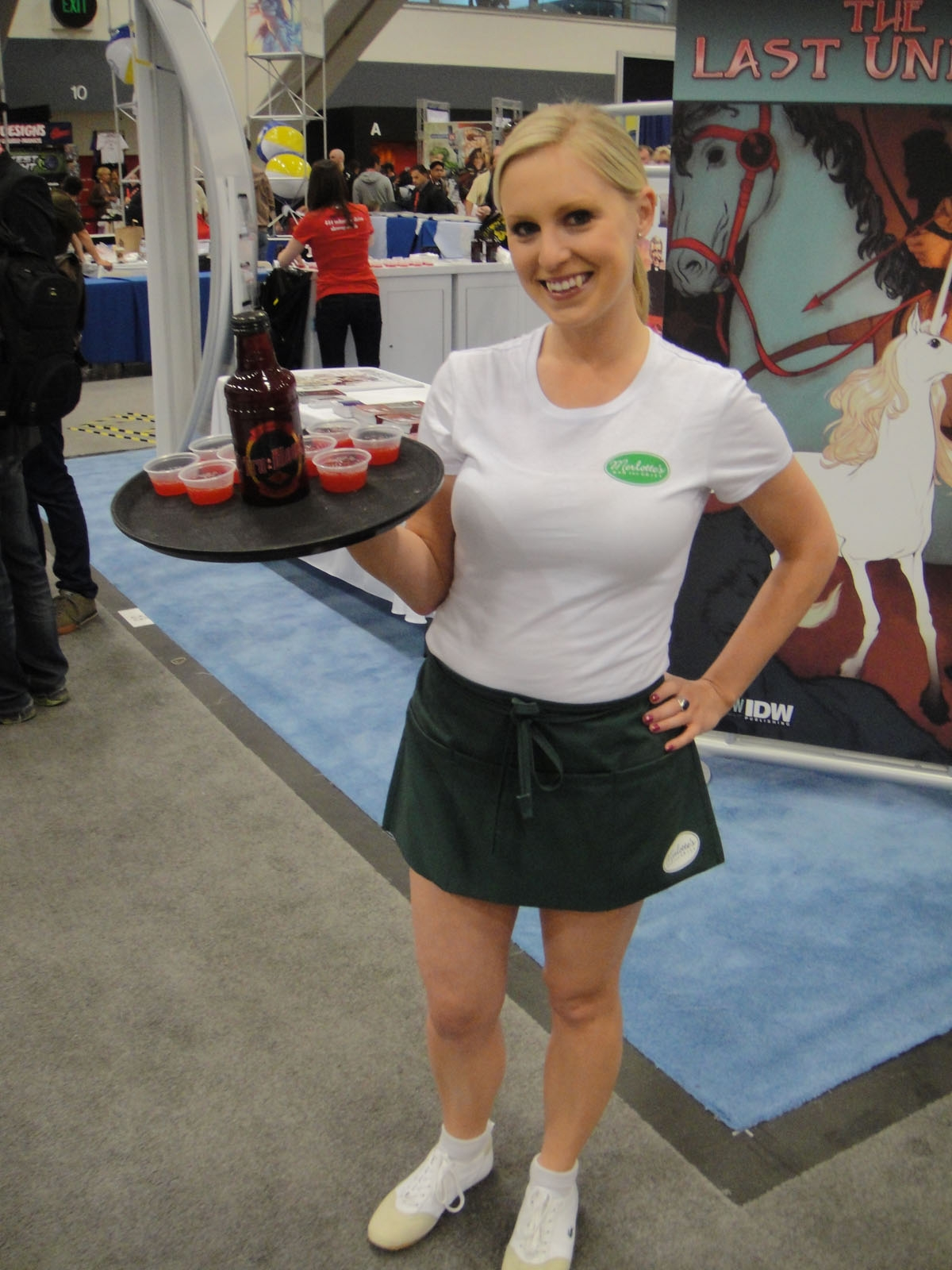
Una fan con indosso la divisa da cameriera di Sookie Stackhouse durante il WonderCon 2010.

I fan di True Blood vengono soprannominati "Truebies" (anche se alcuni preferiscono il termine "Fang Bangers") e nel 2012 si sono posizionati al 16º posto tra i 25 fan base più devoti delle serie televisive, contando oltre 10.700.000 utenti su Facebook e 500.000 su Twitter.
Grazie al crescente interesse dei fan nei confronti della serie, sono nati diversi siti ad essa dedicati, come True-Blood.net e la Wiki TrueBlood.Wikia. Nel corso degli anni i fans hanno partecipato a diverse fan convention; come Bitten nel Regno Unito (agosto 2010),, Tru Blood in Australia (settembre 2010), e altre convention negli Stati Uniti. In Italia non è stato realizzato nessun evento interamente dedicato alla serie, ma dal 31 agosto al 2 settembre 2012 la provincia di Bologna ha ospitato la Night ItaCon 2012, convention organizzata da Fantasy Events che ha radunato tutti gli appassionati di produzioni fantasy, tra cui True Blood. Nel gennaio 2010 i fan della serie hanno avuto la possibilità di partecipare alla Fangs & Fur Cruise, una crociera dedicata esclusivamente agli appassionati del genere fantasy.
Dopo la nascita della serie TV è nato un dualismo tra i fan di True Blood e i sostenitori della saga di Twilight. I fan di True Blood tengono a sottolineare che la serie di romanzi da cui è tratta la serie è nata nel 2001, mentre quella di Twilight nel 2005. Nonostante i diversi punti di contatto, le due produzioni differenziano per target di pubblico e stile narrativo. Mentre Twilight è rivolto ad un pubblico prevalentemente femminile e adolescente, l'età media degli spettatori di True Blood è di 39 anni e il 48 per cento del suo pubblico è di sesso maschile.
A fine 2012 il servizio Trendrr, che raccoglie e analizza l'attività dei programmi televisivi sui social network (principalmente Twitter e Facebook), ha pubblicato una classifica dei programmi televisivi più "socialmente attivi" dell'anno, True Blood si è posizionato al 27º posto.
In concomitanza con l'ultimo episodio della serie, HBO, in collaborazione con il sito d'aste ScreenBid, ha permesso ai fans della serie di acquistare tutti gli oggetti di scena, costumi e accessori utilizzati sul set, attraverso un'asta indetta dal 20 al 25 agosto 2014.

### Allegoria per i diritti LGBT
La lotta per l'uguaglianza dei vampiri in True Blood è stata vista come un'allegoria per il movimento dei diritti LGBT. Charlaine Harris, l'autrice della serie di libri su cui si basa la serie, ha dichiarato che la sua iniziale caratterizzazione dei vampiri è che essi sono una minoranza che sta cercando di ottenere parità di diritti. Diverse espressioni all'interno della serie sono prese in prestito e adattate da espressioni usate pro e contro persone LGBT, come "God Hates Fangs" (God Hates Fags/Dio odia i froci) e "Coming Out of the Coffin" (Coming Out of the Closet/Uscire allo scoperto).
Ken Tucker, critico di Entertainment Weekly, ha scritto che la serie televisiva è costruita attorno ad una serie di metafore; i diritti dei vampiri equivalgono ai diritti gay. David Bianculli di NPR ha scritto True Blood è una grande allegoria, che racconta la tensione ad accettare i vampiri nella società, un chiaro riferimento ai diritti civili in generale e in particolare ai diritti dei gay. Aldo Grasso scrive che è facile leggere nella serie le rivendicazioni e la difficile integrazione di tutte le minoranze; afroamericana, ispanica e omosessuale.
Ogni anno l'associazione GLAAD (Gay & Lesbian Alliance Against Defamation) pubblica uno studio che analizza la presenza di personaggi LGBT nelle serie americane di prima serata. True Blood risulta tra le serie televisive più gay-friendly con il maggior numero di personaggi LGBT.

### Omaggi e parodie
Nel film demenziale del 2010 Mordimi, in cui viene parodiata principalmente la saga di Twilight, vi è una breve citazione da True Blood. Nel settembre 2010 True Blood è stato oggetto di uno sketch intitolato True Mud all'interno di Sesame Street, parodia in cui Sookie, Bill e altri protagonisti della serie vengono rappresentati in versione Muppets.
True Blood viene presa in giro, in modo sarcastico, in due episodi de I Griffin e in uno di The Cleveland Show, inoltre viene citata nei dialoghi in due episodi della serie televisiva Dr. House - Medical Division, più precisamente negli episodi Il tiranno e Corpo e anima.
True Blood è stato inoltre oggetto di una parodia in chiave pornografica; nel 2010 è stato realizzato Tru: A XXX Parody interpretato da Ashlynn Brooke e James Deen.

## Riconoscimenti
La serie ha ottenuto diversi premi e candidature, tra i quali:
3 Golden Globe (1 vinto), 15 Emmy Award (1 vinto), 2 Screen Actors Guild Awards (1 vinto), 3 GLAAD Media Awards (1 vinto), 7 People's Choice Awards (2 vinti), 6 Satellite Awards (3 vinti).
True Blood è stata finora candidata per 101 premi, di cui ne ha vinti 30.

## Edizioni in DVD e Blu-ray
La prima stagione di True Blood è stata distribuita il 19 maggio 2009, ed entro la fine dell'anno ha venduto oltre 1 600 000 copie, guadagnando oltre 61 milioni di dollari. È stata l'unica serie televisiva presente nella "Top 50" dei DVD più venduti del 2009. La seconda stagione in DVD ha venduto oltre un 1 100 000 copie nel 2010, guadagnando oltre 41 milioni di dollari. La terza stagione in DVD si è classificata al 60º posto tra i DVD più venduti del 2011, vendendo quasi 1 milione di copie e guadagnando oltre 30 milioni di dollari. La quarta stagione ha guadagnato oltre 29 milioni di dollari con oltre 900 000 copie vendute.
L'11 novembre 2014 viene distribuito negli Stati Uniti il cofanetto con la serie completa.
In Italia, Warner Home Video ha reso disponibili in DVD le prime 5 stagioni. Dal 6 dicembre 2016 ha reso disponibili anche le ultime due stagioni. Dal 2017 è disponibile il cofanetto con la serie completa in italiano.
| Stagione completa | Date di uscita   | Date di uscita     | Date di uscita          | Date di uscita |
| Stagione completa | Regione 1        | Regione 2 (Italia) | Regione 2 (Regno Unito) | Regione 4      |
| ----------------- | ---------------- | ------------------ | ----------------------- | -------------- |
| 1ª                | 19 maggio 2009   | 23 marzo 2010      | 26 ottobre 2009         | 1º luglio 2009 |
| 2ª                | 25 maggio 2010   | 22 settembre 2011  | 17 maggio 2010          | 19 maggio 2010 |
| 3ª                | 31 maggio 2011   | 29 agosto 2012     | 23 maggio 2011          | 18 maggio 2011 |
| 4ª                | 29 maggio 2012   | 13 novembre 2013   | 21 maggio 2012          | 23 maggio 2012 |
| 5ª                | 21 maggio 2013   | 22 maggio 2014     | 20 maggio 2013          | 22 maggio 2013 |
| 6ª                | 3 giugno 2014    | 6 dicembre 2016    | 2 giugno 2014           | N/D            |
| 7ª                | 11 novembre 2014 | 6 dicembre 2016    | N/D                     | N/D            |

## Messe in onda
| Paese         | Canale                                                   | Data             |
| ------------- | -------------------------------------------------------- | ---------------- |
| Stati Uniti   | HBO                                                      | 7 settembre 2008 |
| Canada        | HBO Canada                                               | 7 settembre 2008 |
| Svezia        | Canal+ Scandinavia                                       | 22 ottobre 2008  |
| Danimarca     | Canal+ Scandinavia                                       | 22 ottobre 2008  |
| Finlandia     | Canal+ Scandinavia                                       | 22 ottobre 2008  |
| Norvegia      | Canal+ Scandinavia                                       | 22 ottobre 2008  |
| Spagna        | Canal+, Cuatro TV                                        | 4 dicembre 2008  |
| Francia       | Orange Cinemax                                           | 23 dicembre 2008 |
| Israele       | Yes Stars Action                                         | 6 gennaio 2009   |
| Brasile       | HBO                                                      | 18 gennaio 2009  |
| Belgio        | be.tv                                                    | 1º febbraio 2009 |
| Rep. Ceca     | HBO Europe, ČT2                                          | 3 febbraio 2009  |
| Ungheria      | HBO Europe                                               | 3 febbraio 2009  |
| Bulgaria      | HBO Europe                                               | 6 febbraio 2009  |
| Croazia       | HBO Europe                                               | 6 febbraio 2009  |
| Romania       | HBO Europe                                               | 6 febbraio 2009  |
| Serbia        | HBO Europe                                               | 6 febbraio 2009  |
| Moldavia      | HBO Europe                                               | 6 febbraio 2009  |
| Slovenia      | HBO Europe                                               | 6 febbraio 2009  |
| Polonia       | HBO Europe                                               | 7 febbraio 2009  |
| Australia     | Showcase                                                 | 10 febbraio 2009 |
| Sudafrica     | M-Net, M-Net Action, M-Net Series, M-Net Series Showcase | 10 febbraio 2009 |
| Nuova Zelanda | Prime Television New Zealand                             | 18 marzo 2009    |
| Italia        | Fox, MTV                                                 | 27 aprile 2009   |
| Germania      | 13th Street, Syfy, RTL II                                | 11 maggio 2009   |
| Russia        | Fox Life                                                 | 5 giugno 2009    |
| Lituania      | Fox Life                                                 | 5 giugno 2009    |
| India         | HBO Asia                                                 | 6 luglio 2009    |
| Regno Unito   | FX                                                       | 17 luglio 2009   |
| Portogallo    | MOV                                                      | 23 dicembre 2009 |
| Grecia        | ANT1                                                     | 11 maggio 2010   |

## Reboot
È in lavorazione sempre per la rete HBO un reboot della serie, il progetto sarebbe stato affidato a Roberto Aguirre-Sacasa e Alan Ball, il primo ideatore di Riverdale e Le terrificanti avventure di Sabrina che diventerebbe il produttore esecutivo della serie insieme a Ball ovvero lo showrunner della serie originale, la sceneggiatura invece sarà affidata a Jami O'Brien. La messa in onda dovrebbe essere prevista per il 2023. il reboot viene ufficialmente cancellato da HBO